# デジモンアドベンチャーの登場キャラクター
デジモンアドベンチャーの登場キャラクター（デジモンアドベンチャーのとうじょうキャラクター）では、テレビアニメ『デジモンアドベンチャー』および劇場版アニメ『デジモンアドベンチャー』、リブート作品『デジモンアドベンチャー:』に登場する架空の人物、およびキャラクターについて記述する。
担当声優の項は、初代テレビアニメ・劇場版 / リメイク版の順。それ以外のものは（）で記す。

## 選ばれし子供たち
本作品の主人公格である、サマーキャンプに参加および参加予定の子供8人。4年前に起きた「光が丘爆弾テロ事件」と世間で呼ばれるデジモン事件の目撃者という共通点がある（『デジモンアドベンチャー:』ではサマーキャンプ前で交流は薄い）。タケルを除く7人は東京都港区台場 (『:』では神奈川県川崎市中原区）近辺に在住している。
全員「聖なるデヴァイス」とデジタルワールドで呼ばれるデジヴァイスを手に入れ、後に完全体以降のデジモンへの進化を可能にする紋章とタグも手に入れる。
また太一たちを選ばれし子供たちに選んだのは「デジタルワールドの安定を望む者（小説版ではホメオスタシスと呼ばれている）」である。
八神 太一（やがみ たいち）
声 - 藤田淑子 / 三瓶由布子
紋章 - 勇気
年齢 - 7歳（劇場版1作目）→11歳
本作品のメイン主人公。お台場小学校（『:』ではムサコ小学校）の5年生。パートナーデジモンはアグモンで、第15話でオレンジ色の「勇気の紋章」を手に入れる。ボサボサの長髪にゴーグル、左腕には黒いサポーター（『:』ではつけていない）で白い手袋をしている（『:』で手袋をしているのは彼のみ）。一人称は「オレ」。
サッカー部のエースストライカーを務める熱血少年。トレードマークのゴーグルをいつも身につけている。一見無鉄砲かつ大雑把で細かいことは気にしないが、人をまとめる力を持ち、全員からリーダーに任命されるほどのカリスマ性がある。空曰く「一人で突っ走るタイプに見えて周りの状況を冷静に見ている」上、部活では後輩の面倒見もよい。少し無神経なところはあるものの、光子郎やタケルにとっては頼れる兄貴分である。責任感が強く、ヤマトや空、丈とは違う形で重大なことは自分一人で背負い込んでしまうことが多くあった。冷静に見えて感情的なヤマトとは対立が多かったが、お互いのことは認め合っており友情も深まっていった。
人間世界（現実世界）から持ってきていた物はヘアバンドの上にかぶせたゴーグルと単眼鏡で、単眼鏡は方向や遠方の様子を見るためによく使用されていた。『:』で単眼鏡を使用したのは第7話から。
簡単な料理なら作ることができ、劇場版1作目では目玉焼きだったが、テレビ本編ではオムレツ（オムライス）を作れるようになった。その際「料理はヤマトに教えてもらった」と語っている。目玉焼きは醤油をかけて食べる。
ファイル島に来てからは持ち前の行動力を発揮して子供たちの引っ張り役となる。サーバ大陸では紋章をいち早く手に入れたことから勇気と無謀をはき違えて焦りからグレイモンをスカルグレイモンへと暗黒進化させたり、データで成り立っていることを知ったことでゲームと同じような感覚で無茶な行動をとることもあった。しかしデータといっても現実世界と同じようにやり直しが効かないことも理解し、ピッコロモンの修行や空がナノモンに捕らわれたことなどを通して恐怖や失敗を乗り越える本当の勇気も身に着けていく。
第21話ではメタルグレイモンがエテモンを倒したときに生じた亀裂に吸い込まれたことで一人だけ現実世界に帰還してしまうが、仲間やアグモンを心配して、1時間でデジモンワールドに戻った。その後ピコデビモンの策略によってバラバラになっていた6人を集めて、第28話で現実世界に帰る際に正式に仲間全員からリーダーとして任命された。
ダークマスターズ編では「ウィザーモン・チューモン・ピッコロモン・ホエーモンと言った出会ったデジモンたちが自分たちのために犠牲になったからこそ犠牲を無駄にしないために戦わねば」と正論を突き進むが、それがミミを初め、度重なる犠牲に疲弊する仲間の心情への配慮不足が目立ち、ヤマトとの衝突が再び激しくなる。ヤマトたちが離脱してからは「ヤマトならばどんな意見を出すか、タケルにもしのものことがあれば」と慎重になり、只前に進むだけでは駄目だと悟る。ムゲンドラモンの所へ行くとき、ヒカリが風をぶり返してしまい、ヒカリのことが頭いっぱいになるなどヤマトのようになり、光子郎に八つ当たりしてしまうが、アグモンから「いきなり喧嘩するようになるなんて太一らしくないよ!」と止められた後、自分が原因でヒカリを死なせかけたという傷ついた過去を語り掛け、涙を流した。終盤では敵との戦力を分析してピエモンを倒すためにそれぞれの役割を考えるなど、仲間をまとめるリーダーとして成長していった。そして帰って来たヤマトと和解する。
3年前、風邪で熱を出していた妹のヒカリを風邪が良くなったと思い遊びに連れだし、危うく死なせかけてしまったことがあり、ヒカリに対して多少過保護なところがある（しかし小説版ではこのエピソードはカットされている）。
また、機械の扱いが粗雑（いわゆる機械音痴）で、光子郎のパソコンを叩いて直そうとしたり、劇場版2作目ではパソコンを誤ってフリーズさせて危機に陥ったこともある。
図工が苦手で、地図を描いたつもりが落書きのような雑な絵になるほど。着ている服は星のマークが付いている青色で、パートナーの体色と紋章とも補色になっている。
『:』では東京のネットワークに障害が発生したことで首都環状線に閉じ込められたヒカリと母を助ける手立てを光子郎と共に探していた中、ネットワーク空間に導かれ、コロモン（直後、アグモンに進化）と出会うと同時にデジヴァイスを手に入れる。光子郎から本件の原因がネットワーク空間にあることを報され、直接原因を与えているアルゴモン（幼年期II）の群れに立ち向かう。その最中、成熟期に進化したアルゴモンに対してアグモンをグレイモンに進化させ、撃退に成功する。その後、新たに米軍の情報ネットワークが狙われていることを知り、そこで出会ったヤマトと共に赴きアルゴモン（幼年期II）の群れに襲撃するも、アルゴモン（成長期）の進化を許してしまう。進化したアルゴモン（完全体）に対して、ヤマトから提案されたグレイモンとヤマトのガルルモンの捨て身の作戦を実行するも、その後アルゴモンが究極体へと進化してしまうが、オメガモンが誕生したため、アルゴモンを倒すことに成功すると同時に元の場所に戻されるが、サマーキャンプ後に再びデジタルワールドへ旅立つ。
『デジモンクロスウォーズ〜時を駆ける少年ハンターたち〜』における詳細はそちらを参照。
データカードダス『デジモンクロスウォーズ 超デジカ大戦』では、第3弾からジェネラルとして使用可能となった。
『デジモンアドベンチャー Vテイマー01』の八神太一とはパラレルワールドでの同一人物。
英語名：タイチ・"タイ"・カミヤ（Taichi "Tai" Kamiya）
朝鮮語名：シン・テイル（ハングル：신태일）

石田 ヤマト（いしだ ヤマト）
声 - 風間勇刀 / 浪川大輔
紋章 - 友情
年齢 - 11歳
太一と同じお台場小学校の5年生（『:』では島根県の小学校の5年生）。パートナーデジモンはガブモンで、第18話で青色の「友情の紋章」を手に入れる。子供会のキャンプには、弟のタケルと一緒に参加していた。金髪碧眼の美少年。フランス人のクォーター。『:』では紫のシャツに左手首に緑のスカーフを巻いている。一人称は「オレ」。
クールに見えるが実際は仲間想いで情に厚い性格。基本的に周りが疲れたり傷つくのに耐えられず、仲間たちの疲労や精神状態といったコンディションには人一倍気を遣っており、慎重な安全策を取ることが多い反面、神経質で感情的になりやすく本気で怒ったりイライラしたりすると仲間に八つ当たりすることもある。無鉄砲に見えて理性的な太一とは殴り合いになるほど対立したこともあったが、お互いのことは認め合っており友情も深まっていった。
両親が3年前（『02』の時期から数えれば6年前）に離婚し、父・裕明と二人暮らしをしている。小学生男子ながら家事全般を担当しているため料理が得意。なお、弟のタケルは両親の離婚時に別れた母・奈津子に引き取られた。
タケルには非常に過保護な面を見せ、彼曰く「一人では何もできない」タケルを守ることを自分の務めとしてきたが、迷惑をかけたくないと思うタケル本人は徐々にその不満をため込んでいた。タケルのことになると視野が狭まってしまうことが多く、それゆえに太一と殴り合ったり、丈を足手纏いと判断してしまうこともあった。
人間世界（現実世界）から持ってきていた物はハーモニカのみであり、たまにハーモニカでブルースハープを吹いている（PSPゲーム版では音色が異なる）。『:』ではハーモニカを吹く場面はない。
目玉焼きはマヨネーズをかけて食べる。
戦いが激化する中、正論を突き進む太一と何度か衝突し、ピノッキモンの手から自分の助けを借りずに逃れたタケルの成長を受け入れられず自分の内面と戦うようになった。その後ジュレイモンに唆され太一に勝負を挑み、一度仲間の元を離れて闇の洞窟で自分の心の闇と向き合う。ガブモンの言葉で自分の必要性を見出し、タケルの成長を受け入れることができるようになり、今度は闇に捕らわれそうになった空を助け出した。
『:』では第2話から台詞がつく。太一より一足先にネットワーク空間に飛び込み、未知の世界を探っていた。太一たちのアルゴモン撃退後に現れる。東京在中ではないため太一や光子郎とは初対面で、彼らを苗字で呼んでいる（第18話で太一を初めて名前で呼ぶ）。米軍の情報ネットワークが標的にされていることを知らされ、太一と共に赴きアルゴモン（幼年期II）の群れを襲撃するもアルゴモン（成長期）の進化を許してしまう。進化したアルゴモン（完全体）に対して自身のガルルモンと太一のグレイモンとで捨て身の作戦を実行するも、その後アルゴモンが究極体へと進化してしまうが、オメガモンが誕生したため、アルゴモンを倒すことに成功する。こちらでは落ち着いた性格をしており、『無印』とは異なり、正論を突き進む太一と何度か衝突したり、自分の内面と戦うようになっているところはほとんど見られなくなっている。
公式サイトのアンケートにおいて「選ばれし子供たちの中で1番好きなキャラは?」で3回連続で1位を取るほど、ファンからの人気が高い。
ドラマCDでは自分のことを「二枚目」と言っていた。なお、野球部という設定があったが、劇中では全く触れなかった。
劇場版1作目ではアニメ版とは声優が異なる。
英語名：ヤマト・"マットゥ"・イシダ（Yamato "Matt" Ishida）
朝鮮語名：メティュ（ハングル：매튜）

武之内 空（たけのうち そら）
声 - 水谷優子、永野愛（劇場版1作目）/ 白石涼子
紋章 - 愛情
年齢 - 11歳
お台場小学校の5年生。パートナーデジモンはピヨモンで、第20話で赤色（ピンク色）の「愛情の紋章」を手に入れる。ショートヘアーで頭をすっぽり覆った帽子、黄色いシャツで赤い手袋をした少女。一人称は「私」が多いがまれに「あたし」と言うこともある。太一とは幼馴染で、サッカーでツートップを組んでいた友人でもある。『:』では蝶のアップリケがついたピンクのシャツで右手首に赤いリストバンドをしていて、手袋をつけてない。
一見ボーイッシュだが真面目で面倒見が良い性格。まとまりのないメンバーではお姉さん（お母さん）的存在になっている。それゆえに責任を感じ、嫌なことも自分の中にしまい込んで我慢してしまう時もあった。バードラモンの足に片手で掴まったり、ワルもんざえモンから逃げる時にタケルやピヨモンを抱えて走ったり、デジモンの攻撃を生身で受けても平然といられるなど、体力はある。話が進むごとに表情が豊かになり、メンバーのムードメーカー的存在となっていた。
目玉焼きはソースをかけて食べる。
人間世界（現実世界）から持ってきていた物は旅行用救急セット（絆創膏と消毒薬と針と糸）、『:』では買い物帰りに買った防災グッズ（懐中電灯や双眼鏡、ナイフなど）。被っている帽子は頭をすっぽり覆っているためヘルメットを被っているようにも見えるが実際は布製でできており（第11話などで脱ぐシーンがあり、丈がバケモンを成仏させるための木魚代わりに使ったこともある）、『:』ではこの帽子は防災グッズとして買ったもの（それまではサンバイザーだったがスナイモンに襲われ川に飛び込んだ際に失くしてしまう）。
サーバ大陸ではナノモンに囚われの身となり、紋章の力を利用されそうになるも、太一の活躍によって救出される。その後、行方不明の太一を探しに向かった際に、自分の紋章が「愛情の紋章」であると知り、母親との確執から思い悩んでパーティを離脱。それが原因でメンバーの分散が進んでしまうが、ピコデビモンの暗躍を阻止すべく陰ながら奮闘した。その後は悩みを打ち明けてメンバーに復帰。怪我を押してでもヴァンデモンに立ち向かうピヨモンを心配して止めるうちに、自分を止めた母親の愛情を理解・和解した。
ダークマスターズ編では離脱したヤマト・ミミ・丈を探しに向かった際に、責任感に押し潰されて闇に囚われてしまうが、丈とヤマトの協力で闇を振り払った。
劇場版第2作では誕生日が3月近辺だと明かされ、本作品の選ばれし子供たちの中で唯一、誕生時期が明らかになっている。太一からのプレゼントである髪飾りを「帽子が似合わないからこれに変えろ」と解釈して喧嘩になってしまったが、仲直りして髪飾りをつけた。
『:』では第3話から台詞がつく。サマーキャンプでは太一と別の班だった。買い物帰りですれ違った太一の後を追いデジタルワールドへ飛び込むことになるが、状況を把握し行動する。こちらではより姉御肌の性格になっている。
英語名：ソラ・タケノウチ（Sora Takenouchi）
朝鮮語名：ハン・ソラ（ハングル：한소라）

泉 光子郎（いずみ こうしろう）
声 - 天神有海 / 小林由美子
紋章 - 知識
年齢 - 10歳
お台場小学校の4年生。パートナーデジモンはテントモンで、第18話で紫色の「知識の紋章」を手に入れる。赤毛のボサボサ頭にオレンジのジャケット（『:』ではオレンジのパーカーシャツ）を着ている。一人称は「ぼく」。
学校の正課クラブでサッカーを選択しており、学年混合であったと思われ、そこで太一と面識があり慕っていた（『:』では太一と同じタワーマンションの上の階の住民）。空は太一と同じお台場サッカークラブでサッカーをしているが、正課クラブではものを選択をしているのか、光子郎とは面識がなかったようである。なお、光子郎が正課クラブでサッカーを選択した理由は「どうしても体育系の中からひとつを選ばなければいけなくなった時、個人競技よりチーム競技の方が一人一人の関わりが少なくてすむし、野球よりもサッカーの方がポジションが曖昧で無理に人と関わらなくてすむと考えた」ため。光子郎の部屋のクローゼットには野球道具が置いてある。
クラスメイトのミミと比べてかなり小柄で、背丈は頭一つ分近く差がある。性格は知的で理論派。一つの興味に集中すると周りが見えなくなり、そのせいで第10話でミミを泣かせたり怒らせたりしたことも。ベーダモンに知りたがる心を奪われ無気力になったこともある（第24話での出来事が第21話にて描かれている）。
人間世界（現実世界）から持ってきていた物はパイナップルマークのノートパソコン、携帯電話、デジタルカメラ、パソコン用のマイク付きヘッドフォン。
パソコンには第24話でゲンナイからもらったデジモンアナライザーというデジモンの詳細を表示するソフトが入っている。第28話ではデジヴァイスを差し込む機能も追加された。そのほかでもこのパソコンは要所要所で活躍する。他にもデジモンたちが踊ったり、チューモンが風船を膨らませて爆発するという何の役にも立たない機能までついている。
目玉焼きはポン酢を少々をかけて食べる。
デジタルワールドの謎を常に研究しており、適切な行動指針を立てられるため、リーダーである太一の信頼も厚く、ヴァンデモン編で現実世界へ戻るときも太一自ら指名し選ばれし子供たちの参謀役として活躍。何かと太一と行動することが多い。
デジモンカードの配列の秘密を解いたり、劇場版2作目では彼の機転でディアボロモンの動きを止めるなどした。ダークマスターズ編でもムゲンドラモンと情報戦を繰り広げるが、それが裏目に出てしまうこともあった。
たまたま両親の本当の子供でないと知ってしまった過去から人付き合いが苦手になり、他人と距離を作りがちで誰に対しても敬語を使い、パソコンなどに逃避するようになっていた。実の両親は交通事故で亡くなっており、彼の養父は実父の遠縁にあたる。実父は数学者で大学で講師をしていた。彼の養父母にはもともと男の子がいたが、幼くして亡くなってしまったため、親戚の勧めもあり光子郎を引き取った。育ててくれた両親に対して自分の素直な気持ちを告白したことで蟠りが溶け、その後は良好な関係となる（『:』では、家族関係は明かされていない）。
敬語はもはや癖になっているようであり、デジモン以外には基本的に年下にも敬語で話す。
『:』では太一と共に彼の家族を救う手立てを思案し、太一がネットワーク空間に飛び込んだ際は彼のデジヴァイス越しに情報提供を行った。
小説版によると冒険が終わった後、小学校にパソコン部を作っている。一部文献では初代部長と書かれているが、ドラマCD『2年半の休暇』では、2001年から部長になったとのこと。
英語名：コウシロ・"イッジ"・イズミ（Koushiro "Izzy" Izumi）
朝鮮語名：ジャン・ハンソル/ザン・ハンソル/ズァン・ハンソル（ハングル：장한솔）

太刀川 ミミ（たちかわ ミミ）
声 - 前田愛 / 高野麻里佳
紋章 - 純真
年齢 - 10歳
お台場小学校の4年生で、光子郎とはクラスメイト。パートナーデジモンはパルモンで、第17話で緑色の「純真の紋章」を手に入れる。マゼンダのカウガールルックスが特徴（『:』ではスカート丈がやや短くなった）。一人称は「あたし」か「ミミ」。
クラス一の美少女で、明るく男女問わず友達が多いが天真爛漫で喜怒哀楽が激しく、誰に対しても自分の気持ちを隠さないので、メンバーで一番子供っぽくワガママに見え、泣き虫でもある。しかし、根は優しく誰からも好かれるタイプ。かわいいものが好き。
ヌメモンやスカモンなど汚物系デジモンに好かれる傾向があり、第44話でガーベモンが砲弾として放ったウンチを直接掴んでいる。第25話ではお姫様になったことがある。
目玉焼きに砂糖をかけて、さらに納豆を乗せるほど味覚は独特であり仲間を驚かせた。
髪は普段は帽子の中に入れており、その時によって下ろしていたり、ポニーテールにしていたりする。
人間世界（現実世界）から持ってきていた物はサバイバル用品（父親のものを勝手に持ってきた）とピンク色（『:』では白）のテンガロンハット（最終回で風に飛ばされてしまう）。
当初は家に帰りたいあまりに駄々をこねて周りを呆れさせることも多かったが（彼女の年で全く知らない土地に飛ばされたのだから正常な反応ともいえる）、デジタルワールドの旅を通じて自分の気持ちに正直なところが良い方向に強くなった。
ダークマスターズとの戦いによる見知ったデジモンたちの死を誰よりも悲しみ、戦いを続けることに疑問を持ち、真っ先に命を狙われる（ピエモンやメタルエテモンなど）こともあった。その後、保護者役兼説得役の丈と一緒に別行動したが、レオモンの死を目の当たりにしたことや朽ちたはじまりの街の話をオーガモンから聞かされ（後に目の当たりにする）、戦わなければいけない時もあると自ら気付いた。
第50話以降は丈とは別行動することになったが、世界を救うために仲間を集め、最後の決戦に挑んだ。
ミミ役を担当した声優の前田愛は本作品のエンディングテーマを担当している。そのことからミミも歌が上手く、第25話で前期エンディングテーマの「I wish」を歌った。
『:』では第5話から登場。既にパルモンと会っており、太一たちとは別行動だった。タネモンたちを守るため女王となっていたところを太一たちと出会う。戦闘後に自分たちの力で王国を守るとタネモンたちが立ち上がり、彼らと別れて太一たちと共に旅立つ。こちらはワガママな面は少なくマイペースな面が目立つが、まだ泣き虫である。
英語名：ミミ・タチカワ（Mimi Tachikawa）
朝鮮語名：イ・ミナ（ハングル：이미나）

城戸 丈（きど じょう）
声 - 菊池正美、杉本ゆう（劇場版1作目） / 草尾毅
紋章 - 誠実
年齢 - 12歳
お台場小学校（『:』ではムサコ小学校）の6年生で、メンバーの中では最年長。パートナーデジモンはゴマモンで、第16話で灰色の「誠実の紋章」を手に入れる。私立中学校の受験を予定しており、キャンプへの参加も元々乗り気ではなかった。眼鏡で腕時計をしたやや猫背で長身の少年。一人称は「僕」。三人兄弟の末っ子。『:』ではズボン丈がやや長めになった。
当初は最年長であるために、自分がなんとかしなければならないという強迫観念に駆られてバカにされることが多かった。よく内輪もめの仲裁に入るが、どっちつかずの意見で余計悪化させることもあった。
序盤では、もし家に帰ることができるなら、たくさん宿題をしたいと言っている。
真面目で責任感が強く、先輩として全員を無事現実世界へ帰そうと頑張るが、ガリ勉タイプで融通が利かないところや優柔不断な（気が弱く、決断力に乏しい）ところがあり、デジタルワールドに来たばかりのときは自分勝手な面（思いが空回りする一面）も見せる他、常識に捕らわれたり人間がいるという考えに固執したために太一や光子郞と比べて人望は皆無だった。さらに後先を考えずに行動してしまうことも多く、それゆえに食事代が払えず（日本円ではなくドルでしか払えなかった）店で働かされたこともある。その性格を利用されてヤマトに足手纏いと判断されたこともある（実際は全てピコデビモンによって仕込まれたものであり丈に非はなかった）。しかし、旅の中で最年長者としての自覚と、広い視野を持つようになり、立派な保護者役へと成長を遂げる。カナヅチで泳げない。
第11話のバケモン戦では祖母から教わったお経をとっさに唱え勝利に導き、第35話で空がお経のテープで見張りのバケモンの撃退に成功している。
物語中盤以降は自分を犠牲にしてまでタケルを身を挺して守る（第23話や第36話）など勇敢さも見せた。人間世界（現実世界）から持ってきていた物はキャンプの非常食。ダークマスターズ編では治療道具（トイレットペーパーなど）を所持している。
親が医者の家系であるため、期待に応えるために自分も医者にならねばならないと思い、勉強してきたがデジタルワールドでの冒険を通じ、自らの意思で医者になりたいと考え、勉強に励むようになった。その後、芝学園中等部を受験した。
『:』では第3話から台詞がつく。サマーキャンプでは太一と別の班だった。『アドベンチャー』同様優柔不断で空回り（野菜を切ろうとするも間違って指を切ってしまう）の性格。デジタルワールドに飛ばされても現実逃避するように選ばれし子供の使命より受験勉強を優先して太一たちとの同行も拒むが、ゲソモンに立ち向かう彼らを見て協力してゲソモンを撃退した後、同行を決意する。また、マッハモンとガルルモンのレースの実況を務めていた。レース中にワーガルルモンからメタルガルルモンに究極進化していたことも驚いた。こちらは空やミミのみならず太一からも「丈先輩」と呼ばれている。
英語名：ジョー・キド（Joe kido）
朝鮮語名：ジョン・ソッ/ゾン・ソッ/ズォン・ソッ（ハングル：정석）

高石 タケル（たかいし タケル）
声 - 小西寛子、菊地祥子（劇場版1作目）、潘めぐみ（PSPゲーム版以降） / 潘めぐみ
紋章 - 希望
年齢 - 8歳
旧姓は「石田」であり、「タケル」の漢字表記は「岳」、河田小学校（『:』でも同様）の2年生。ヤマトの弟。パートナーデジモンはパタモンで、第19話で黄色の「希望の紋章」を手に入れる。メンバーで一番背が低く、兄同様金髪碧眼。フランス人のクォーター。青い宝石が仕込まれた緑の帽子（『:』ではイニシャルのTとKが書かれている）を被っている。一人称は「ボク」。
ヤマトとの仲は良いが、3年前（続編の『02』の時期から数えれば6年前）に両親が離婚し、母親に引き取られたためヤマトとはそのころから離れて暮らしており、そのため子供たちの中で唯一違う小学校に通っている。お台場の子供会のキャンプにも特例で参加していた。根っからのお兄ちゃんっ子でヤマトに憧れる一方でリーダーシップを発揮する太一にも強い憧れを抱いており、もう一人の兄のように慕っている。
第33話でヤマトがタケルを三軒茶屋まで送っていることから、三軒茶屋付近に住んでいるようである。人間世界（現実世界）から持ってきていた物はお菓子。
帽子のつばを後ろにしてかぶっている。少々泣き虫なところはあるが、一方で夜の見張り番に名乗りを上げるなど、周囲の優しさに甘えてばかりではない頑張り屋な一面を見せる時もあった。両親の離婚が原因で好きな人同士が争うことを嫌っている。他のメンバーと比べるとパートナーの進化が遅い傾向があり、彼の覚醒が逆転の起点になることが多い。唯一パートナーを失った人物でもある（デビモンとの戦いで消滅しデジタマになった）。
ヒカリが加入するまでは最年少だったが、みんなの足手まといにならないようにひたすら頑張り、時には手のかからない良い子を演じたりしていたが、決してそれを表に出すことはなかった。そして、旅を続けるうちに逞しく成長していく。
ヒカリが来てからは、これまで内心でため込んでいたと思われるヤマトが自分だけを特別扱いする不満をぶつけ、それがヤマトのアイデンティティーを揺るがし、単独行動への遠因にもなる。
第43話ではピノッキモン相手にうまく嘘をついて逃げたり、第52話でのピエモンとの戦いでは、仲間たちが人形に変えられていく中でも決して諦めずにヒカリを守り抜き、エンジェモンをホーリーエンジェモンに超進化させ、仲間たちを助け出した。
テレビ版で声を担当した小西寛子が降板したため、PSPゲーム版では潘めぐみが担当している。PSPゲーム版で選ばれし子供たちの中では唯一声優が変更されている。『:』でも潘が続投。
『:』では第3話から台詞がつく（ヤマトと電話越しで会話する程度）。渋谷から目と鼻の先の代官山のマンションに住んでいる。第17話ではヤマトの活躍でテレビを見ている表情がある。第19話では「聖なるデジモン」関連の存在として囚われの身になるが、第20話と第22話ではエンジェモンに救われるもデジヴァイスを渡された直後、力尽きて消滅しデジタマに戻りスカルナイトモンに奪われ闇に染められようとしたが、兄たちと共に追撃しデジタマを奪還、誕生したポヨモンを抱きしめる。第28話ではヤマトが離れたところでも、泣き虫の表情が無くなった。第38話ではヤマトの両親が離婚していることを判明した（何年前か不明となっている）。こちらは、いざという時の勇気を絞ると不思議な感覚を抱くようになっている。
英語名：タケル・"ティー.ケー"・タカイシ（Takeru "T.K." Takaishi）
朝鮮語名：リキ（ハングル：리키）

八神 ヒカリ（やがみ ヒカリ）
声 - 荒木香恵 / 和多田美咲
紋章 - 光
年齢 - 4歳（劇場版1作目）→8歳
太一の妹で、お台場小学校（『:』ではムサコ小学校）の2年生。パートナーデジモンはテイルモンで、第37話でピンク色の「光の紋章」を手に入れる。身長はタケルと同じくらいで、ショートヘアーで黄色いスカーフを巻いている。黄色いノースリーブを着ている（『:』ではオーバーオール）。
本来は太一たちと一緒にデジタルワールドに旅立つはずだったが、病欠により子供会のキャンプを休んでいたため、他の7人より遅く戦いに参加した。
神秘的で落ち着いているが、ヴァンデモンに囚われても臆さず物申す勇敢な面や、エンジェウーモンとレディーデビモンの女の戦いを、太一と光子郎が唖然とする中、必死になって応援する活発な面も見られる。初登場時に風邪を引いており、デジタルワールドでも途中まで治りきっておらず（『:』では治りきっている）、ぶり返したことがあったが、病弱というわけではなく普段は元気である。
病気にもかかわらず遊びに連れ出した太一のせいで死に掛けたこともあり、太一が「辛くても絶対に辛いと言わない」「自分が苦しくても他人のことを気にかける」と称するほどに心優しくも危なっかしい性格をしている。最愛の兄・太一にはずっと守られて、大切にされており、彼への愛着が強い。
皆が忘れていた光ヶ丘での事件をただ一人覚えており、普通の人には見えない現実世界に「歪み」として現れたデジモンたちも以前から見ることができていた。また、デジタルワールドの安定を望む者の声を感じ取り、憑依させることができたり、ヌメモンやアグモンたちの体力を回復させるなど他の子供たちには無い能力を持っている。
小さいころから首にさげていて、人間界から持ってきたホイッスルを旅の終わりにテイルモンに渡す。
『:』では習い事のために母と共に電車に乗っていたが、東京のネットワークに障害が発生したことで首都環状線に閉じ込められてしまい、太一や光子郎によって救われた。なお、太一の活躍は感じ取っていた。第26話にて、自分を呼ぶ何者かの声によってデジタルワールドに導かれ、太一たちの前に現れる。その後は太一たちと行動を共にするが、その最中にも自分を呼ぶ何者かの声を耳にする。その後、第28話でスカルナイトモンに連れ去られ、第33話でミレニアモン復活のためにダークナイトモンの体内に取り込まれてしまうが、ダークナイトモンの体内で自分をずっと呼んでいた聖なるデジモンであるテイルモンとついに出会い、助けることに成功し、太一とウォーグレイモンに助けられ、テイルモンと共にダークナイトモンの体内から脱出し、続く第34話でデジヴァイスを手に入れる。また、こちらはホイッスルを身に着けていない。
英語名：カリ・カミヤ（Kari Kamiya）
朝鮮語名：シン・ナリ（ハングル：신나리）

## パートナーデジモン
選ばれし子供たちを待っていた8体のデジモンたち。デジモンアドベンチャーでのパートナーデジモンとは人間の子供と特殊な繋がりを持ったデジモンで、人間の心の特質の力によって進化を遂げることができる。デジヴァイス、紋章・タグは、人間の心の特質の力を増幅し、よりパートナーデジモンを高いレベルのデジモンに進化させるためのものである。設定上は性別はないが、今作ではパートナーの人間の性別と同じ扱いをされ、性格面での性別もパートナーの人間と同じ。成熟期以降に進化するとそれまでの子供のような性格から、戦闘的な大人びた性格へと変化し、声も大きく変化する（声優は同じ）。今作と『:』では進化後に声が低くなる加工も施されている（ただし、今作のパルモン系統とテイルモン系統（『:』でも同様）とゴマモン系統や終盤でのウォーグレイモンとメタルガルルモン、PSPゲーム版と『tri.』では声がそのままになっている）。
成長期および成熟期進化時は「進化」、完全体進化時は「超進化」、究極体進化時は「ワープ進化」（PSPゲーム版ではアグモンとガブモン以外のデジモンたちも究極体に進化可能）だったが、『tri.』と『:』では完全体から進化する「究極進化」になっている。成熟期の進化や究極体の進化時は、パタモン、テントモン、パルモンを除いて、パートナーの紋章が放つ光と同じ色の光と共に進化する。なお、テイルモン以外は完全体以上に進化すると、エネルギーを大量に使うためほとんどの場合は幼年期IIに退化してしまう。
『:』ではネットの世界に住んでいる存在で、ウィルス種のデジモンと戦うのが役目。また、彼らの故郷であるデジタルワールドはネットの中の存在という設定。また、第5話にて彼らの究極体がデジタルワールドを救った代償として存在が消えたことが判明した。
アグモン
声 - 坂本千夏
太一のパートナーデジモン。一人称は「ボク」だが、ウォーグレイモン時では「オレ」（『:』ではグレイモンの時も「オレ」と言っている）。
食いしん坊でのんびり屋だが、いざという時は熱い。パートナーデジモンの中で最初に成熟期、完全体へ進化した。無理に進化させようとした太一によって1度だけ完全体のスカルグレイモンに暗黒進化したこともある。太一以外にも友達感覚で接する。
ウォーグレイモンのドラモンキラーはドラモン系に対して有効のため、ダークマスターズのメタルシードラモンとムゲンドラモンを撃破した。
『デジモングランプリ!』では、ロケットミサイル型のマシンに乗って参加するも、スタート時点でマシンが暴走してしまい、本人は振り回され気絶してしまう。最後はピヨモンたちと共にゴールし優勝するも、マシンの暴走は止まらずそのまま宇宙まで飛んでいってしまい、アグモン本人も優勝したことに気づかず最後まで気絶したままなので、ピヨモンたちは帰ることができず困っていた。
『:』では『アドベンチャー』同様、コロモンの姿で登場しているが、太一と初めて会ったのはアグモンの姿で、第1話の時点でグレイモンに進化できるようになった。第10話でメタルグレイモンに進化した。第21話で右腕がさらなる機械化「アルタラウス」へと換装したメタルグレイモン：アルタラウスモードに強化できるようになった。第24話で太一の怒りに同期し彼がダンデビモンに喰われた怒りでムゲンドラモンのような姿へ暗黒進化をするもエンジェモンに諭され、太一の存在に気付きウォーグレイモンのような姿に戻り、ダンデビモンを一撃で消滅させた。第30話でウォーグレイモンに進化できるようになった。なお、ウォーグレイモンは旧作よりも大幅に巨大化している。第36話で新たにブリッツグレイモンに進化した。第40話でサッカーボールのようなヤシの実を足でシュートを放つ。第48話においてムゲンドラモンの自爆に巻き込まれる形で行方不明になってしまうが、第49話と第50話で復活を果たす。第53話の終盤で温泉で浸かるシーンがある。第67話（最終話）では現実世界に暮らせるようになった。
必殺技はアグモン時は「ベビーフレイム」、グレイモン時は「メガフレイム」、メタルグレイモン時は「ギガデストロイヤー」と「トライデントアーム」と「ジガストーム」（『:』で使用）、ウォーグレイモン時は「ガイアフォース」と「ドラモンキラー」と「ブレイブトルネード」、ブリッツグレイモン（:）時は「プラズマステーク」と「サンダーバーニア」と「エレックガード」。
進化（旧作）：ボタモン→コロモン→アグモン→グレイモン→スカルグレイモン（暗黒進化） / メタルグレイモン→ウォーグレイモン→オメガモン（劇場版）
進化（:）：コロモン（第1話のみ）→アグモン→グレイモン→メタルグレイモン→ウォーグレイモン / ブリッツグレイモン（第36話のみ）→オメガモン→オメガモンAlter-S（第67話のみ）

ガブモン
声 - 山口眞弓
ヤマトのパートナーデジモン。一人称は「オレ」（第1話では「ボク」）。
仲間や他のデジモンに対してつっぱってみせることもあるが、根はとても恥かしがり屋で他人思い。ヤマトのハーモニカの音色が好き。ヤマトと同じくタケル思いなところがある。礼儀正しい性格で、太一たちと初めて会った時やヤマトの父親に対しては敬語を使っている。
ガルルモンの毛皮を被り中身は設定上ではアグモンと似た爬虫類型だが、劇中では出てこない。毛皮を脱ぐことは非常に嫌がるが、一度だけヤマトを助けるために毛皮を脱いだこともある（『:』ではエテモンとボルケーモンの歌の影響で毛皮を脱いだまま姿を消していた）。
『デジモングランプリ!』では、オープンカー型のマシンで参加。トップの時は余裕だったものの、アグモンの「うんち流星群」によってリタイアした。
『:』では第1話の時点でガルルモンに進化していた。ガブモンとしては第8話から登場。第11話でワーガルルモンに進化した。第22話で敏捷性を補える機動装備「サジタリウス」を身につけたワーガルルモン：サジタリウスモードに強化できるようになった。第45話でメタルガルルモンに進化できるようになった。第56話で新たにクーレスガルルモンに進化した。第67話（最終話）では現実世界に暮らせるようになり、渋谷駅でタケルを迎えに行っている。
必殺技はガブモン時は「プチファイアー」、ガルルモン時は「フォックスファイアー」、ワーガルルモン時は「カイザーネイル」と「円月蹴り」、メタルガルルモン時は「コキュートスブレス」と「ガルルトマホーク（「フリーズボンバー」とも呼ぶ）」と「グレイスクロスフリーザー」、クーレスガルルモン（:）時は「獣狼大回転」と「激・氷月牙」と「黄獣偃月刀」。
進化（旧作）：プニモン→ツノモン→ガブモン→ガルルモン→ワーガルルモン→メタルガルルモン→オメガモン（劇場版）
進化（:）：ツノモン（第38話のみ）→ガブモン→ガルルモン→ワーガルルモン→メタルガルルモン / クーレスガルルモン（第56話のみ）→オメガモン→オメガモンAlter-S（第67話のみ）

ピヨモン
声 - 重松花鳥、松本美和（無印第12話のみ）
空のパートナーデジモン。一人称は「アタシ」だが、バードラモン以降は「私」。空を飛ぶことができるが、あまり素早く空を飛ぶことができないのが悩みのようである。
甘えん坊でパートナーの空が大好きだが、空にしかられるとシュンとしてしまうことも。しかしいざという時は勇敢。物語が進むに連れ空を支える姿を見せるようになり、ピヨモンの行動で空が自身の母親に愛されていたことを気づくきっかけになった。
『デジモングランプリ!』では、プロペラの付いた円盤型のマシンで参加。ブイモンがピコデビモンに投げたどんぐりによって、前が見えずリタイアした。
『:』では第4話で初登場。スナイモンに襲われていたところを空と出会い、バードラモンに進化できるようになった。第13話でガルダモンに進化した。第52話でホウオウモンに進化できるようになった。第67話（最終話）では現実世界に暮らせるようになっている。
必殺技はピヨモン時は「マジカルファイアー」、バードラモン時は「メテオウィング」、ガルダモン時は「シャドーウィング」、ホウオウモン時は「スターライトエクスプロージョン」。
進化（旧作）：ニョキモン→ピョコモン→ピヨモン→バードラモン→ガルダモン→ホウオウモン（PSPゲーム版、tri.）
進化（:）：ピヨモン→バードラモン→ガルダモン→ホウオウモン

テントモン
声 - 櫻井孝宏
光子郎のパートナーデジモン。一人称は「ワテ」（第1話では「ウチ」）で、関西弁で話す。相手を「はん」付けで呼ぶ。成長期では飛行能力が一番高い。
他人行儀な光子郎に一言言う時もあるが、基本的に光子郎を慕っている。社交的で人懐っこく、人づきあいが苦手な光子郎とは対照的。よく解説役を買って出るが、いい加減な情報も多い。彼がベーダモンに騙された時には心を取り戻す切っ掛けを与えた。
『デジモングランプリ!』では、レオナルド・ダ・ヴィンチの発明した人力飛行機に類似したマシンで参加。ピコデビモンの妨害によってリタイアした。
『:』では第4話で初登場。第5話でカブテリモンに進化できるようになった。第14話でアトラーカブテリモンに進化した。第59話でヘラクルカブテリモンに進化できるようになった。無印時代よりも全体的に声の加工が弱くなっている。第67話（最終話）では光子郎のパソコンの中にいた。
必殺技はテントモン時は「プチサンダー」、カブテリモン時は「メガブラスター」、アトラーカブテリモン時は「ホーンバスター」、ヘラクルカブテリモン時は「ギガブラスター」。
進化（旧作）：バブモン→モチモン→テントモン→カブテリモン→アトラーカブテリモン→ヘラクルカブテリモン（PSPゲーム版、tri.）
進化（:）：テントモン→カブテリモン→アトラーカブテリモン→ヘラクルカブテリモン

パルモン
声 - 山田きのこ
ミミのパートナーデジモン。一人称は「アタシ」。長い触手を使って土の養分を吸い取ったりしている。
ミミに似た性格でマイペースで癒し系。喜怒哀楽のはっきりしたところがありミミと同じように子供っぽいが、ミミのワガママに手を焼くこともある。「（両親に見せて）趣味が悪いと思われたくない」というミミの言葉にショックを受けていたが、リリモンに進化したことで解消されたようである。最終回ではミミとの別れがつらいという理由で彼女と会うのを否定していたが、心を改め転びながらも涙流しに彼女に別れを告げた。
『デジモングランプリ!』では、パラソルがついたひょうたん型のマシンに乗って参加。ガブモン同様、アグモンの「うんち流星群」に巻き込まれリタイアした。
『:』では第5話で初登場。ミミの執事という立場となっており、性格も比較的マイペースではなくなっている。第6話でトゲモンに進化できるようになった。第12話でリリモンに進化した。第43話で新たにポンチョモンに進化できるようになった。第55話でロゼモンに進化できるようになった。第67話（最終話）では現実世界に暮らせるようになった。
必殺技はパルモン時は「ポイズンアイビー」、トゲモン時は「チクチクバンバン」と「ココナッツアッパー」と「ココナッツパンチ」と「ココナッツカウンター」、リリモン時は「フラウカノン」と「花の首飾り」、ロゼモン時は「フォービドゥンテンプテイション」、ポンチョモン（:）の時は「テキーラナックル」。
進化（旧作）：ユラモン→タネモン→パルモン→トゲモン→リリモン→ロゼモン（PSPゲーム版、tri.）
進化（:）：パルモン→トゲモン / ポンチョモン（第43話のみ）→リリモン→ロゼモン

ゴマモン
声 - 竹内順子
丈のパートナーデジモン。一人称は「おいら」。
やんちゃな性格で、そのため生真面目な丈には生意気なことを言ったりする。性格が正反対な丈との掛け合いは凸凹コンビのようであり、本人たちも気が合わないと言っていたが、なんだかんだいって仲が良い。イッカクモン以降の進化は体が大きいので水上の移動手段として重宝される。周りをしっかりと見ており、丈の感情の機微に敏感である。握手したりする際に手なのか前足なのかを疑問に持つ丈に度々怒っている。
ズドモンのトールハンマーはクロンデジゾイド製で、第47話では究極体であるメタルエテモンのクロンデジゾイドのコーティングを砕いた。
『デジモングランプリ!』では、気球に水槽（水槽部分が運転席）を合わせたマシンで参加。ピコデビモンの「ピコダーツ」によって気球に穴をあけられリタイアした。
『:』では第7話で初登場。丈がパートナーと認めたためイッカクモンに進化できるようになった。第15話でズドモンに進化した。第60話でヴァイクモンに進化できるようになった。第67話（最終話）では現実世界に暮らせるようになっており、丈のバッグの中にいた。
必殺技はゴマモン時は「マーチングフィッシーズ」、イッカクモン時は「ハープーンバルカン」、ズドモン時は「ハンマースパーク」と「ハンマーブーメラン」、ヴァイクモン時は「アークティックブリザード」。
進化（旧作）：ピチモン→プカモン→ゴマモン→イッカクモン→ズドモン→ヴァイクモン（PSPゲーム版、tri.）
進化（:）：ゴマモン→イッカクモン→ズドモン→ヴァイクモン

パタモン
声 - 松本美和
タケルのパートナーデジモン。一人称は「ボク」だが、エンジェモン以降は「私」（『:』ではペガスモンの時も ｢ボク｣ のままである）。タケルに似て泣き虫で、可愛らしい行動が多い。そのためか、パートナーデジモンたちの間でも庇護の対象であることが多かった。ピヨモン同様、空を素早く飛べないのが悩みの種のようである。トコモン時は可愛らしい容姿とは裏腹に牙がびっしり生えた大きな口をしている（その際には歯茎が剥き出る）。
他のデジモンに比べると非常に素直で、教えられたことはちゃんと守る健気な性格をしている。進化すると凛々しく毅然とした性格になる。テイルモンが仲間になった後は聖なる力を持つ者同士、よく行動を共にしていた。タケルをデビモンから守るために初めてエンジェモンに進化するが力を使い果たし一度は消滅するが、デジタマに戻った。
進化回数は非常に少ないが、ストーリー上では切り札的な存在であり、エンジェモン、ホーリーエンジェモンは暗黒系デジモンに対して有効な聖なる力を持っているため、1段階上の暗黒系デジモンとも互角以上に戦えるほどの強さを発揮できる。事実、エンジェモンは完全体であるヴァンデモンとの戦いを優勢に進め、同じく完全体であるファントモンを「ヘブンズナックル」の余波で消滅させ、ホーリーエンジェモンも究極体であるピエモンを圧倒していた。
『デジモングランプリ!』では、浮き輪にラジコンヘリのプロペラを付けたマシンで参加するも、スタート時点でマシンに乗り遅れてリタイアした。
『:』では、第20話の時点でエンジェモンとしてタケルの危機に駆け付けるが、デビモンに捕らわれていた。タケルのデジヴァイスを渡した後に、『アドベンチャー』同様力を失い消滅しデジタマに変えることになったが、スカルナイトモンによって奪われてしまった。第22話で兄たちと共に追って来たタケルの手に奪還され、ポヨモンとして再び生を受けた。第23話にてトコモン、第24話にてパタモンへ進化した。闇との長い戦いと転生の影響でエンジェモンに進化する力を失うが、第32話で新たにペガスモンに進化できるようになった。第41話でタケルのヤマトに対する思いに応えるように再びエンジェモンに進化可能になった。第44話でエンジェモンではなく、通常通りに再びペガスモンに進化した。第46話でホーリーエンジェモンに進化した。第50話でゴッドドラモンに進化できるようになったが負担が大きく、第51話で進化できなくなるほど疲弊してしまったが、丈の提案で温泉を案内してもらい再び進化できるようになるまで休息を取り、第53話で温泉で回復して再び進化可能になり、第64話で新たにセラフィモンに進化できるようになった。第67話（最終話）では現実世界に暮らせるようになっており、タケルのリュックの中にいた。
必殺技はパタモン時は「エアショット」、エンジェモン時は「ヘブンズナックル」と「ホーリーロッド」、ホーリーエンジェモン時は「ヘブンズゲート」と「エクスキャリバー」と ｢ホーリーディスインフェクション」、セラフィモン時は「セブンヘブンズ」、ペガスモン（:）時は 「シルバーブレイズ」と「ニードルレイン」と「シューティングスター」と「ロデオギャロップ｣ 、ゴッドドラモン（:）時は「ゴッドフレイム」と「ゴッドフィスト」。
進化（旧作）：ポヨモン→トコモン→パタモン→エンジェモン→ホーリーエンジェモン→セラフィモン（PSPゲーム版、劇場版02、tri.）
進化（:）：ポヨモン（第22話のみ）→トコモン（第23話のみ）→パタモン→エンジェモン / ペガスモン→ホーリーエンジェモン→ゴッドドラモン（第50話のみ） / セラフィモン

テイルモン
声 - 徳光由禾（『tri.』を除き徳光由香名義） / 園崎未恵
ヒカリのパートナーデジモン。一人称は「私」。見た目は小柄で成長期のようだが、れっきとした成熟期である。尻尾にあるホーリーリングは力の源。厳密に言えばハツカネズミ型のデジモンなのだが、現実世界で8人目の選ばれし子供を捜す際は普通の猫のふりをしていた。
ヒカリを待ち続け、進化してからはヒカリを探すため旅をしていたが、ヴァンデモンの部下として虐待されながら過ごすうちにヒカリを待ち続けていた過去の記憶を失ってしまっていた。だがテイルモンを命の恩人と慕うウィザーモンの尽力によりヒカリのパートナーとして目覚める。
パートナーデジモンの中でもっとも大人びている。気の強い性格で、仲間に対しても命令口調で話すことがある。第38話で本人の話によると鍛え方が違うため、完全体に進化しても成熟期未満に退化しないとのことだが、アグモンとガブモンを究極体にワープ進化させた際にエネルギーを大量使ったため、一度だけ成長期のプロットモンへ退化したことがある。
『デジモングランプリ!』では、バイクのようなマシンで参加。ピコデビモンの妨害に巻き込まれてリタイアした。
『:』では第33話で初登場。諸事情によりパートナーデジモンで唯一声優が変更されている。8人目の選ばれし子供であるヒカリをずっと呼び続けていた聖なるデジモンだが、デジタマに還ったまま闇に堕ちスカルナイトモンに転生していた。ミレニアモン復活のためにダークナイトモンがヒカリを取り込んだことで、ついにヒカリと出会い、彼女に助け出される。第35話でマリンデビモンの襲撃で再びダークナイトモンに変貌しかけるも、ヒカリの説得を受けエンジェウーモンに進化した。第50話でホーリードラモンに進化したが、負担が大きく第51話で進化できなくなるほど疲弊してしまったが、丈の提案で温泉を案内してもらい再び進化できるようになるまで休息を取り、第53話で温泉で回復して再び進化可能になり、第64話で新たにオファニモンを進化できるようになった。第67話（最終話）では現実世界に暮らせるようになった。
必殺技はテイルモン時は「ネコパンチ」と「ネコキック」と「ネコスクラッチ」（『:』で使用） 、エンジェウーモン時は「ホーリーアロー」と「ヘブンズチャーム」と「セイントエアー」、ホーリードラモン時は「ホーリーフレイム」と「アポカリプス」、オファニモン時は「エデンズジャベリン」。
進化（旧作）：ニャロモン→プロットモン→テイルモン→エンジェウーモン→ホーリードラモン（劇場版02、tri.） / オファニモン（PSPゲーム版）
進化（:）：テイルモン→エンジェウーモン→ホーリードラモン（第50話のみ） / オファニモン

## 選ばれし子供たちの家族
ほとんどの家族がヴァンデモンに捕まるが、一部はヴァンデモンとの戦いで子供たちをサポートしてその戦いを見届ける。以後はパートナーデジモンとも家族ぐるみの交流が生まれる。続編の『02』ではあえて事情を伏せられていたようだが、最終話で子供たちが再びデジタルワールドの危機に立ち向かうことを知り、キャンプ場から大輔たちの救援に向かう太一たちを見送った。
八神 裕子（やがみ ゆうこ）
声 - 榊原良子（劇場版1作目）、水谷優子、重松花鳥（tri.） / 園崎未恵
第21（声のみ）、31、32、34 - 36、38、39、48、53、54話、劇場版2作目に登場
太一とヒカリの母。明るくて気さくで物事にはあまりこだわらない。その一方、太一とヒカリが恐竜（グレイモン）に食べられたと思い込んで困惑したり、3年前に太一のせいでヒカリが死にかけた際には太一を引っ叩くといった激情を見せるシーンも描かれた。
初登場作である劇場版第1作目では、テレビ版とはほぼ別人。
劇場版第2作目では、ケーキを作ろうとするが、失敗してスポンジを焦がしてしまった。
『:』では第1、3、7、16 - 19話に登場。エンディングでは太一の母とクレジット表記されている。
八神 進（やがみ すすむ）
声 - 石丸博也（劇場版1作目）、千葉進歩（本編）、楠大典（PSPゲーム版）
第31、35、36、38、39、48、53、54話に登場
太一とヒカリの父。サラリーマン。冷静沈着でヴァンデモンに捕まった時にリーダーシップを発揮していた。3年前に太一のせいでヒカリが死にかけた時は太一だけでなく病気のヒカリを留守番させていた自分たちにも非があることを理解しているからか太一を責めず、妻を落ち着かせようとした。
裕子同様、初登場作の劇場版第1作目では、ほぼ別人。
『:』では登場しない。
ミーコ
声 - 冬馬由美（劇場版1作目）
第31、32、34話、劇場版2作目に登場
八神家の飼いネコ。劇場版1作目ではコロモンとのケンカに勝っている。ヴァンデモン編では自分が落としてしまったヒカリのデジヴァイスを取り戻すため、お台場中を奔走した。
『:』でも八神家で飼われている。
高石 奈津子（たかいし なつこ）
声 - 坂本千夏
第35、36、39、53、54話に登場
ヤマトとタケルの母。離婚した元夫やヤマトと離れて、タケルと2人で暮らしている。職業は理化学系のルポルタージュ。お台場在住でなかったことが幸いし、ヴァンデモンに捕らわれなかった家族の1人。戦いに赴こうとするタケルを引き留めようとするが、元夫・裕明に自分たちの離婚で引き裂いてしまった息子たちを思い、行かせてやれと諭され許す。
PSPゲーム版ではゴキブリよりクモが苦手だったことが判明し、ドクグモンを見て気絶した。
『:』では直接登場しないが、透明の写真に写っている。
石田 裕明（いしだ ひろあき）
声 - 平田広明
第35 - 39、53、54話に登場
ヤマトとタケルの父。離婚した元妻と次男のタケルと離れて、お台場でヤマトと2人で暮らしている。フジテレビ報道局に勤務。多忙なため、家事はヤマトに任せがち。第35話では離婚した今でも家族4人で写った写真を大切そうに持ち歩いている場面がある。ガブモンを「ガブモン君」と呼ぶ。ヴァンデモンが霧の結界を張った際にはその調査に赴き、ギザモンの大群に襲われたが無事に逃げ切る。ヤマトと合流した後は外部への連絡のためにフジテレビに潜り込むなどの活躍を見せる。
『:』では直接登場しないが、透明の写真に写っている。
キヌ（石田 キヌ〈いしだ キヌ〉）
声 - 菊池正美
劇場版2作目に登場
ヤマトとタケルの祖母。島根県の茅葺き屋根の家に暮らしている。耳が遠いわけではないが、電話越しの太一との会話が全く成り立たず、受話器を切ってしまった。
武之内 淑子（たけのうち よしこ）
声 - 藤田淑子
第26、35、36、38、39、53、54話、劇場版2作目に登場
空の母。古く伝統のある華道の家元を務めている。落ち着きがあって、クールな雰囲気を持つが、精神面は不器用な女性。その不器用さゆえに、空への愛情が伝わらず、すれ違いもあったが、ピヨモンのお陰もあって、和解する。ピヨモンを「ピヨさん」と呼ぶ。
『:』では第20話の回想シーンで登場。
武之内 春彦（たけのうち はるひこ）
空の父。大学教授で人文学を担当。丈の兄・シュウは彼の教え子でもある。アニメ版には未登場（ただし、続編の『02』には登場）で、小説版に登場。
『:』では登場しない。
泉 佳江（いずみ よしえ）
声 - 荒木香恵、水谷優子（第5話のみ）
第5、31、36、38、39、53、54話に登場
光子郎の養母。優しい母親で、光子郎がいつまでも他人行儀で心を開かないことを気に病んだり、デジタルワールドから帰ってきた後、どこか隠し事のある様子の光子郎を心配したりしている。テントモンを「テントさん」と呼ぶ。光子郎の活躍で難を逃れ、ヴァンデモンとの決戦を見届けた。
『:』では登場しない。
泉 政実（いずみ まさみ）
声 - 菊池正美
第5、31、36、38、39、53、54話に登場
光子郎の養父。光子郎に深い理解を示している。数学者でもあった光子郎の実の父親とは遠縁にあたり、光子郎の実の両親が交通事故で亡くなったのと生まれた子供（男の子）が病死したのをきっかけに光子郎を引き取ることにした。光子郎の活躍で難を逃れ、隠れている間に妻と相談して光子郎に事実を打ち明けた後にヴァンデモンとの決戦を見届けた。
『:』では登場しない。
太刀川 サトエ（たちかわ サトエ）
声 - 徳光由香 / 高野麻里佳
第35、38、39、53、54話、劇場版2作目に登場
ミミの母。ミミと同じように、かなり個性的な味覚をしていて、キムチチャーハンに生クリームと苺をのせていた。性格はミミよりも自己中心的で幼く天真爛漫で、ミミさえも呆れるほど。夫とは未だに新婚気分。
『:』では第21話に登場。
太刀川 ケースケ（たちかわ ケースケ）
声 - 櫻井孝宏
第35、38、39、53、54話、劇場版2作目に登場
ミミの父。主にロック系ミュージックのフリーのミキサー。普段はのんきな父親だが、ダークティラノモンに襲われそうになった際、掃除用の車両で特攻する勇気をみせた。
『:』では第21話に登場。
太刀川 源一郎（たちかわ げんいちろう）
声 - 池水通洋
『:』第6、21話に登場
ミミの祖父。太刀川重工の会長。病院や放送局に移動電源車を無償貸与し、陣頭指揮を執る。
城戸 シン（きど シン）
声 - 菊池正美 / 草尾毅
第38、39、46、53、54話
丈の長兄で医大生。卒業後は離島の診療所で働くことを望んでいる。真面目で弟想いな性格。ヴァンデモン襲撃の際はバケモンたちによる騒動に気付かず、押入れから（寝ていたところから起きて）登場し、丈を驚かせるという呑気な一面も見せた（そのおかげで難を逃れた）。以後は医学生の知識を駆使して捕らわれた人々を見守り、デジモンワールドへ向かう丈たちを見送る。
『:』では第21話に登場。

## 協力者
ゲンナイ
声 - 八奈見乗児、平田広明（青年のころ・光子郎のパソコンに登場した動画画像）
第14、17、24、27、28、36、38、45、52 - 54話、劇場版2作目に登場
選ばれし子供を助ける謎の老人。デジモンではなく、正体はデジタルワールドの安定を望む者（ホメオスタシス）に仕える自律エージェントの生き残り。デビモンを倒した後から登場するようになる。実体はなく、デジモンと同様にデータで出来ている。当初は太一の前に立体映像として現れた。
元々は青年の姿をしており、ピエモンの襲撃で黒い物体を埋め込まれながらもテイルモン（ニャロモン）を除く選ばれしデジモンのデジタマを守りぬいた。その後、何らかの経緯をたどり老人の姿となったようである。小説版によると、ピエモンにより埋め込まれた黒い物体の影響を抑えるため、老化して代謝を抑えたとのこと。
デジタルワールドの安定を望む者
声 - 荒木香恵（ヒカリの体を借りているため）/ 和多田美咲、園崎未恵（『:』でのヒカリとエンジェウーモンの体を借りているため）
第45話に登場
太一たちを選ばれし子供たちに選んだ。デジモンと同じくネット上のデータでできているが、自分の肉体を持つことができない。そのためゲンナイら自律エージェントを生み出し、ヒカリの体を借りて選ばれし子供たちに語りかけたことがある。
その正体はデジタルワールドのセキリティシステムで、デジタルワールドの安定と繁栄のために光と闇のバランスを監視している。劇中では自身の名を名乗らなかったが、小説版では「ホメオスタシス」と呼ばれている。
劇場一作目でヒカリがボタモンを急速にグレイモンに進化させたことから、デジタルワールドの闇が過剰に増大した時の対抗策として、ヒカリが持つ資質と共通した資質を持つ「選ばれし子供」を選び、デジタルワールドへ呼び寄せた。
『:』では第58話に登場。
アンドロモン
声 - 梁田清之 / ボルケーノ太田
第5、14、49 - 52、54話に登場
ファイル島の工場にいた完全体。サイボーグ型デジモン。ワクチン種。カブテリモンが初めて戦った相手。黒い歯車に操られるが、カブテリモンの活躍で正気に戻った。ダークマスターズ編では究極体のムゲンドラモンやピエモンと善戦した。詳細はアンドロモンを参照のこと。
必殺技は「スパイラルソード」と「ガトリングミサイル」。
『:』では第12話に登場。初代とは違い、敵として登場する。サウンドバードモンに操られ、ミミを侵入者とみなし襲うも、リリモンの「フラウカノン」によって植物に覆われ僅かながら正気に戻り機能停止した。こちらは技名以外は「排除する」しか喋らない。
レオモン
声 - 平田広明
第8、9、11 - 14、46、47話に登場
成熟期・獣人型デジモン・ワクチン種。
パートナーのいないデジモン。太一たちの協力者。強い意志と正義の心を持つ。デビモンに黒い歯車で操られていた。終盤、デジヴァイスの光を浴びたのがきっかけで究極体サーベルレオモンへと進化できるようになった。
ダークマスターズ編ではメタルエテモンの攻撃からミミを庇い重傷を負い、それでも何とかメタルエテモンを倒したものの、それでも傷は治まらず、いつかはじまりの街で生まれ変わることを誓い、オーガモンに「それまで勝負はお預けだ」と言い残し消滅した。
必殺技はレオモン時は「獣王拳」と「真・獣王拳」（『:』で使用）と「獅子王丸」、サーベルレオモン時は「インフィニティアロー」と「ネイルクラッシャー」。
『:』では第11話にてネーモンの説明の中で名前が、第19話にて本人が登場。太一たちがミノタルモンが率いるトループモンの群れに襲われるところ助ける。その後、バルブモンの中に潜入して指揮をとっていたミノタルモンと戦い、左の拳で「獣王拳」を放ち、「拳は一つではない」として右の拳でさらに「真・獣王拳」を放ち勝利する。また新手のデジモンが現れて太一たちを逃がすために自らが囮になって逃走を図る。重傷を負ったが逃げ切った（追跡してきたデジモンを倒したかは不明）。オーガモンとの関係は不明のままだった。
クラウド大陸から落下する太一たちを救うが、初対面のパタモンを過程を省略して太一が聖なるデジモンだと言ったので驚いていた。その後はエルドラディモンと共に行方をくらますが、第48話でロップモンと合流していたことが明らかとなった。第63話ではロップモンたちと別れ故郷のクラウド大陸に帰りたがるエルドラディモンに同行。その後の描写からどうやら彼自身もクラウド大陸に留まっていた様子。それ以外にもミレニアモン戦を始め太一たちと交流した各地のデジモンとして何度か写っている。第67話（最終話）ではそのままエルドラディモンを拠点としており、他の地のワイズモンやロップモンたちと同様に選ばれし子供たちとそのパートナーの語り手としてユキミボタモンたちに彼らの活躍を伝えた。子供たちがデジタルワールドに訪れたのはデジタルワールドを守るためでなく、「友達になりに来た」や「友達を守るために戦った」と語っている。また、平田が声を担当したレオモンで初めて死亡しなかった個体となった。
オーガモン
声 - 江川央生
第8、9、11、13、21、46、47、50、52、54話に登場
成熟期・鬼人型デジモン・ワクチン種。
デビモンの唯一の部下。詳細はオーガモンを参照のこと。
レオモンを倒すことに生きがいを持つ。当初は子供たちの命を狙っていたが、ダークマスターズ編にて子供たちと和解し共に協力する。全てが終わった後は一人当てのない旅に出た。
必殺技は「覇王拳」と「骨こん棒」。
PSPゲーム版では彼がメインのオリジナルエピソードが二つあり、新しい骨を取ろうと別個体のフリして子供たちを用心棒にしたり、空腹のあまりに幻覚作用のあるキノコを食べたせいで暴走したりしていた。
その他に別の個体が第21話に登場。デジタルワールドの歪みの影響として現実世界に現れ、東京を舞台にコロモンと激突した。この個体は上記のオーガモンと違い喋らない。
『:』では第5話から登場。こちらもデビモンの部下として登場。コミカルな性格が多かった『アドベンチャー』と比べてシリアスな性格をしている。声優は同じだが、こちらは片言しか話さない。第6話でグレイモンに角を折られ敗北し、第9話で復讐するためにグレイモンに勝負を挑むも、デビモンに見限られ、子供たちに聖なるデジモンの居場所を教えメタルティラノモンと戦い死亡した。なお、後に第54話でリベリモンが登場してアグモンと戦った際にアグモンがオーガモンを思い出すが、同一かは不明となっている。『アドベンチャー』と違い、短い和解のまま選ばれし子供たちとの別れとなった。レオモンとの絡みもないまま出番が終了し、アグモンは決着をつけられなかったことを悲しんでいた。
ホエーモン
声 - 木村雅史、星野貴紀（PSP版ゲーム）
第14、41、42話に登場
成熟期→完全体・水棲哺乳類型デジモン・ワクチン種。
初登場では黒い歯車によって太一たちを襲うが、正気に戻り彼らに協力する。その後、ダークマスターズ編に登場し、太一たちを救う代わりにメタルシードラモンに殺害される。
『:』では第4、59話に登場。こちらは喋らない。第4話では光子郎とテントモンを飲み込むが、ティロモンの襲撃に遭ってしまう。第59話ではサウンドバードモンに操られたナノモンに囚われ、光子郎に謎解きゲームを仕掛ける際の人質にされてしまった。
詳細はホエーモンを参照のこと。
必殺技は成熟期時は「ジェットアロー」と「大津波」、完全体時は「タイダルウェーブ」と「体当たり」。
ピッコロモン
声 - 田の中勇、三ツ矢雄二（PSPゲーム版）
第18、40話に登場
完全体・妖精型デジモン・データ種。
語尾に「ッピ」をつけて話す。外からは見えない結界を張る。暗黒進化の件で正しい育て方や正しい進化に不安を抱いた子供たちに修行を課し、太一とアグモンは自転車の練習をする過去の太一と向き合い信じることの大切さに気付き自信や進化を取り戻した。ダークマスターズ編では結界を使って子供たちを逃がし、自身はダークマスターズの前に残り、死亡した。
PSPゲーム版のオリジナルエピソードでは、丈を訓練させた。
必殺技は「ピットボム」。
またワンダースワンゲームシリーズでは、ゲンナイと共に秋山遼や一乗寺賢をサポートする。
ウィザーモン
声 - 石田彰
第30、34、36、37、53話に登場
成熟期・魔人型デジモン・データ種。
ヴァンデモンの部下だったデジモンで、部下になる以前、テイルモンに助けられた時から、彼女と行動を共にしており恩義と好意を感じていた。
東京に征った際、ヴァンデモンと敵対し、テイルモンとヒカリを引き合わせようと奔走した。最期はヴァンデモンの「ナイトレイド」からテイルモンとヒカリを庇い死亡した。唯一デジモンの説明がなかったデジモン。没日は8月3日で、続編『02』では同日に幽霊となって再登場した。
必殺技は「サンダークラウド」。
小説版やCDドラマ「世界が終わる前の」においてデジタルワールドおよび現実世界とは異なる世界からやってきたこと描写・言及されている。

## デビモン編（ファイル島編）のデジモン

### デビモン軍団
デビモン
声 - 塩沢兼人（本編）、置鮎龍太郎（PSPゲーム版） / 置鮎龍太郎
第8、9、11 - 13、53話に登場
成熟期・堕天使型デジモン・ウィルス種。
ファイル島を支配していたデジモン。エンジェモンが初めて戦った相手。詳細はデビモンを参照のこと。
必殺技は「デスクロウ」。
『:』では第5話から登場。『無印』に引き続き本作品のボスキャラクターとして登場。オーガモンに選ばれし子供たちの始末を任せるが、失敗を重ねたため、完全体のメタルティラノモンを差し向けオーガモンも失敗の責任を取らせる形で見捨てた。第18話にてようやく太一たちの前に現れ「いずれ光は闇に飲み込まれ、抗いは滅びる」という言葉を残して去って行った。エルドラディモンの背中に城を築いて拠点としており、城の地下に聖なるデジモンであるエンジェモンを幽閉していた。第23話で太一たちと直接対決し、成熟期でありながらメタルグレイモンとワーガルルモンを相手に互角に渡り合い、高い戦闘力を見せつける。さらに、聖なるデジモンのデジタマを太一たちに奪還された際、ネットワークエネルギーを受けてネオデビモンに進化する。さらにその後、究極体のダンデビモンに進化するが、ウォーグレイモンの勇気の光で消滅する。その後、第46話でセフィロトモンの体内で復活し、タケルとエンジェモンの前に再び立ちはだかる。この時、自身がエンジェモンの心の弱さから生まれた、エンジェモンの影の存在であることを語る。そしてエンジェモンを追い詰め闇に染めようとするが、タケルとの絆のもとに進化したホーリーエンジェモンによって再び倒された。その後はエンジェモン（パタモン）と一体化したような描写がなされており、左腕に語りかけていた。第64話でタケルとパタモンに夢を介して警告を発した。
塩沢が死去したため、PSPゲーム版と『:』では置鮎が担当しており、『:』のキャストクレジットの当初は「謎の声」と表記されたが、第18話以降は「デビモン」と表記された。
天使型デジモンから堕天使となった経緯ゆえか、ポヨモンに対し「聖なるデジモン。古き我が友」と呼んだ。
進化（:）：ツカイモン→デビモン→ネオデビモン→ダンデビモン

### その他（デビモン編）
クワガーモン
第1、18、39、53話に登場
成熟期・昆虫型デジモン・ウィルス種。
最初に子供たちの前に現れて襲った凶暴なデジモン。成長期になったデジモンたちの攻撃を受けても倒れず子供たちを崖から落としたが、自分も力尽きて川に落ちた。
サーバ大陸でも同個体が登場する。ファイル島種のものよりも強く、暗黒進化のショックで進化できない太一とアグモンを襲うが、ピッコロモンの「ピットボム」を受けて消滅した。
ダークマスターズによる現実世界の干渉でも不気味に飛翔する三体目が登場。デジモンたちの攻撃をすり抜け、飛行機を触れただけで凍らせていた。
必殺技は「シザーアームズ」。
『:』では第14話に登場。大群で太一たちを襲う。
シェルモン
声 - 川津泰彦、平田広明（第41話）
第2、41話に登場
成熟期・軟体型デジモン・データ種。
海岸にいる凶暴なデジモンで、自分の縄張りに踏み込んだ太一たちを襲った。グレイモンが初めて戦った相手。「メガフレイム」を受けて海へ吹っ飛ばされた。
ダークマスターズ編にもディープセイバーズの一員として登場し、溺れたふりをして子供たちに襲いかかった（さりげなく言語を解している）。しかし成長期のデジモンたちに敗れ、デジモンたちの力が冒険を通して以前より強くなったことを証明させられた。
必殺技は「ハイドロプレッシャー」。
シードラモン
第3話に登場
成熟期・水棲型デジモン・データ種。
ガルルモンが初めて戦った相手。「フォックスファイヤー」を受けて倒される。
必殺技は「アイスアロー」。
『:』では第26話に登場。いきなり太一たちの前に現れてエビドラモンと戦う。その後、別個体も2体登場。
メラモン
声 - 中村秀利、菊池正美（第50話）、星野貴紀（PSPゲーム版）
第4、14、21、50、52話に登場
成熟期・火炎型デジモン・データ種。
ミハラシ山の番人。バードラモンが初めて戦った相手。詳細はメラモンを参照のこと。
必殺技は「バーニングフィスト」。
ピョコモン
声 - 前田愛、山口眞弓、竹内順子、松本美和、菊池こころ（PSPゲーム版）
第4話に登場
幼年期II・球根型デジモン。
PSPゲーム版ではそのうち1体がピヨモンに進化して子供たちに襲い掛かる。
もんざえモン
声 - 高橋広樹、菊池正美（第23話）、奈良徹（PSPゲーム版）
第6、14、23話に登場
完全体・パペット型デジモン・ワクチン種。
全てのおもちゃを愛す、おもちゃの街の村長。黒い歯車に操られて子供たちを襲った。トゲモンが初めて戦った相手。「チクチクバンバン」を受けて正気に戻った。
完全体だが、アンドロモンのようなそれらしい活躍はない。
必殺技は「ラブリーアタック」。
『:』では第61話に登場。エルドラディモンのクラウド大陸帰還に協力した。
ヌメモン
声 - 上田祐司、平田広明、菊池正美、山口眞弓、櫻井孝宏、岩崎征実、内藤玲（PSPゲーム版）
第6、17、27、49話に登場
成熟期・軟体型デジモン・ウィルス種。
群れ成して行動している。弱く、汚いデジモン、という印象を早々に植え付ける。アニメ内での下ネタのギャグ担当。言葉を話す個体と話さない個体がいる。ナニモンの部下で登場したヌメモンは言葉が訛っている。
ダークマスターズ編ではムゲンドラモンが支配する都市の原動力として労働を強いられていた。ヒカリにより解放されたものの、決死の覚悟でムゲンドラモンに飛びかかるが一撃で消し飛ばされてしまう。しかしその勇気はヒカリへと受け継がれ、ムゲンドラモンを倒す原動力となった。
PSPゲーム版では通常のヌメモンより大きい「ヌメモン親分」が登場しており、タケルの白いソフトクリームが描かれたワッペンをウンチと誤認して盗んだ。
ユニモン
声 - 藤本教子
第7、12、52話に登場
成熟期・幻獣型デジモン・ワクチン種。
ファイル島で黒い歯車に操られていたデジモン。イッカクモンが初めて戦った相手。「ハープーンバルカン」を受けて正気に戻る。後にミミたちと合流して味方する。
必殺技は「ホーリーショット」。
PSPゲーム版ではモジャモンのようにおしゃれしようと、薬の材料を集め食べてしまい、その薬の副作用で暴走する。
モジャモン
声 - 家富ヨウジ（本編）、ふくまつ進紗（PSPゲーム版） / 田中亮一
第9、14話に登場
成熟期・珍獣型デジモン・ワクチン種。
ファイル島で黒い歯車に操られ、太一たちを襲う。黒い歯車に操られたときはユキダルモンと同じ大きさだったが、正気に戻った後はアグモンたちと同じ大きさになった。
必殺技は「アイシクルロッド」と「骨骨ブーメラン」。
PSPゲーム版では毛並みのおしゃれをするために、子供たちに薬の材料集めを頼む。
『:』では第56話に登場。里をザンバモンに滅ぼされており、同様に里を滅ぼされたデジモンたちと寄り添い、とある竹林で暮らしている。
ユキダルモン
声 - 伊藤健太郎、竹内順子（第23話）、櫻井孝宏（第50話）、鶴岡聡（PSP版ゲーム）
第9、14、21、23、50、52話に登場
成熟期・氷雪型デジモン・ワクチン種。
詳細はユキダルモンを参照のこと。黒い歯車に操られ太一たちを襲う。性格は温厚。
必殺技は「絶対零度パンチ」。
その後、ダークマスターズ編ではピエモンとの戦いにミミに連れられて参戦する。
『:』では第15話に登場。「絶対零度パンチ」で空に氷のウイルスを感染させた。大群で登場しており、2体はクレバスに落下し、残りはズドモンに敗れた。
ケンタルモン
声 - 相沢正輝（本編）、楠大典（PSPゲーム版）
第10、14、52 - 54話に登場
成熟期・獣人型デジモン・データ種。
詳細はケンタルモンを参照のこと。黒い歯車に操られ遺跡に迷い込んだミミとテントモンを襲った。
必殺技は「ハンティングキャノン」。
スカモン
声 - くまいもとこ、竹内順子（第27話）、山口眞弓（第40話）、斉藤貴美子（PSPゲーム版）
第10、27、40話に登場
成熟期・突然変異型デジモン・ウィルス種。
分断されたファイル島で、相棒のチューモンと共に小島と共に流されるミミたちに出会った。デジヴァイスの光によって心を入れ替える。ナニモンの部下として登場したスカモンは別個体で言葉が訛っている。
その後、ダークマスターズの暗黒の力によるスパイラルマウンテン形成の影響で発生した地割れに落ちて死亡した。続編の『02』では別個体（声 - 浦和めぐみ）が登場しているが、生まれ変わりかは不明となっている。
PSP版ではヤマトがハーモニカを落とした湖にゴミを捨てていたが、ヤマトたちに成敗され、もう二度とゴミは捨てないと誓う。
『:』では第61話に難民デジモンとして登場。
チューモン
声 - 山口勝平、櫻井孝宏（第27話）、重松花鳥（第40話）、大久保瑠美（PSPゲーム版）
第10、27、40話に登場
成長期・獣型デジモン・ウィルス種。
スカモンと組んで追い剥ぎのようなことをやっていたが、デジヴァイスの光でいい気分になり改心する。ナニモンの部下として登場したチューモンは別個体。
ダークマスターズ編では相棒のスカモンを失い自らも傷を負い、かなり衰弱した姿でミミたちと再会するが、ピエモンの攻撃からミミを庇い、「生まれ変わったらデートして…」と言いながら彼女の腕の中で消滅した。
『:』では第42話に複数体登場。ゴミの山に住むガーベモンの仲間たちで、一体を残して皆レアモンの犠牲になってしまった。
ドリモゲモン
声 - 金光宣明
第14、21話に登場
成熟期・獣型デジモン・データ種。
デビモンの命にてタグを守っていた。黒い歯車に操られた最後のデジモンである。詳細はドリモゲモンを参照のこと。
本来は臆病で恥ずかしがり屋な性格のため、正気に戻った後は逃げ出してしまう。ただし、第21話で別個体が登場しており、第28話で太一から「悪いデジモン」として扱われた。
『:』では第6話に登場。ミミとパルモンを襲うも、トゲモンの「ココナッツアッパー」に敗れる。
バケモン牧師
声 - キートン山田
第11話に登場
バケモン
声 - 宮田始典、石塚堅、園部啓一、竹内順子、白川周作、鶴岡聡（PSPゲーム版）
第11話に登場
成熟期・ゴースト型デジモン・ウィルス種。
丈と空をバケモン様（バケモンたちが合体した姿）のお供え物にしようとした。お経が苦手。
PSPゲーム版ではバケモン様並の大きさの「バケモン親分」が登場。外人口調で話し、空の落としたミサンガを拾う。
バケモン様
声 - 江川央生、白川周作（PSP版ゲーム）
第11話に登場
複数のバケモンが合体した姿。丈のお経に怯んだところをイッカクモンとバードラモンの攻撃を受け敗れた。
エレキモン
声 - 高戸靖広（本編）、小林由美子（PSPゲーム版）/ 高戸靖広
第12、14、50、52、54話に登場
成長期・哺乳類型デジモン・データ種。
好奇心旺盛な性格。「はじまりの町」の管理人でベビーたちの面倒を見ている。詳細はエレキモンを参照のこと。
必殺技は「スパークリンクサンダー」。
PSPゲーム版ではベビーがいなくなって大騒ぎになるエピソードがある。
『:』では第61話に難民デジモンとして登場。エルドラディモンのクラウド大陸帰還に協力した。
コロモン
声 - 木内レイコ
第12話に登場
幼年期II・スライム型デジモン。
ボタモン
声 - 千束美紀
第12話に登場
幼年期I・スライム型デジモン。
プニモン
声 - 埴岡由紀子
第12話に登場
幼年期I・スライム型デジモン。
ポヨモン
声 - 塩味薫
第12話に登場
幼年期I・スライム型デジモン。
ユラモン
声 - 村岡雪枝
第12話に登場
幼年期I・種子型デジモン。
タブンコンナモン
声 - 小西寛子
第12話に登場
タケルがパタモンの進化を予想したデジモン。ブタのような姿をしている。
必殺技は「ブーブーアタック」。
あくまでもタケルの想像なので、実在しない。
キットコンナモン
声 - 小西寛子
第12話に登場
タケルがパタモンの進化を予想したデジモン。黄色いカバのような姿をしている。
必殺技は「ヒポポタバキューム」。
こちらもタケルの想像なので実在しない。なお、いずれも平田ではなく、タケルによるナレーションで紹介されている。

## エテモン編のデジモン

### エテモン軍団
エテモン
声 - 増谷康紀
第15 - 20、46、47、53話に登場
完全体・パペット型デジモン・ウィルス種。
サーバ大陸にダークネットワークを張り巡らして、支配していた。砂漠の逆ピラミッドに基地を持つ。
ガジモンなど、動物型デジモンを多く部下に持つ。
「笑天門」と書かれたトレーラーに乗り、モノクロモンに引かせている。性格は傍若無人だが、オカマ口調でマヌケな面もありどこか憎めない存在。歌うのが好きだが、部下たちはエテモンが歌を歌うのを嫌がっている。
幾度となく選ばれし子供たちを追い詰めてきたが、子供たちとの決戦では、ナノモンの陰謀により暗黒のネットワークの中心部に吸収されそうになるが、逆に取り込んでしまい巨大なデジモンと化す（PSPゲーム版では「エテモンカオス」と表記）。だが、太一の正しい勇気で進化を遂げたメタルグレイモンに圧倒され、聖なる力を纏い放ったギガデストロイヤーを受け敗北し、その影響で発生したブラックホールに吸い込まれ、暗黒の世界に飛ばされる。
しかし後に子供たちに復讐するために、究極体メタルエテモンとして復活。別行動をとっていた丈とミミを襲撃し、クロンデジゾイド製のメタルボディでレオモンやズドモンの攻撃を受け流すも、同じくズドモンのクロンデジゾイド製のトールハンマーによる一撃で胸に穴を穿たれ、サーベルレオモンの必殺技でその穴から貫かれ、自身の敗北を認められないまま消散した。
必殺技はエテモン時は「ラブセレナーデ」と「ダークスピリッツ」、メタルエテモン時は「バナナスリップ」と「No.1パンチ」と「へこきアタック」と「フルメタルヒップアタック」と「ダークスピリッツ・デラックス」。
『:』では第43、64、67話に登場。声は初代と同じだが、こちらでは善良なデジモンになっている。キング・オブ・デジモンの座を巡り、森の中でライバルのボルケーモンと争っていた。ボルケーモンと共に太一たちを倒そうとしてきたが、ポンチョモンに敗れ、さらなる修行を誓う。
ガジモン
声 - 菊池正美、風間勇刀、平田広明、櫻井孝宏、小林由美子、菊池こころ（PSPゲーム版）
第15 - 20、22話に登場
成長期・哺乳類型デジモン・ウィルス種。
エテモンの統治地域のあちこちに同種がいる。ダークネットワークの暴走の際、ほとんどが巻き添えになった。
第22話では二体のみが生還しており、お互いでどうやってエテモンの敵を討とうかどうか相談していたが、そもそも戦闘は本業ではない上に、彼らの強さに「自分たちの力では到底無理」、「こき使われていただけだから、そこまで義理立てすることない」という理由で断念。その後空腹で道端に生えていた忘れキノコを食べて今までの記憶を忘れてしまった（これを見たピコデビモンがタケルに食べさせようとしたこともあったが、空のおかげで失敗に終わった）。
必殺技は「パラライズブレス」。
PSPゲーム版ではデジワン・グランプリの審査員としてエテモンの部下とは別個体が登場。現実世界に二体現れヤマトの荷物（父に届ける書類と弁当）を奪おうとし、書類は無事だったが弁当は中身がぐちゃぐちゃになってしまう。
『:』では第43話に複数体登場。エテモンのライブで盛り上がっていた。
コカトリモン
声 - 園部啓一、平田広明（第23話）、楠大典（PSPゲーム版）
第17、23話に登場
成熟期・巨鳥型デジモン・データ種。
羽が退化して飛べないのが悩みの種。名古屋弁で話す。最初は船長に化けており、不意を突いてアグモンたちを石に変え、太一たちを日干しにして干物にしようとした。石にしたパートナーは漬物石にする予定だった。
太一と丈の紋章を奪い、逃走していた空とミミに襲い掛かるもトゲモンとバードラモンに敗れ紋章を奪還される。最期は船を操縦して子供たちに襲い掛かるも、ミミが本物であることを見抜いた巨大サボテンに跳ね返った船にケーブルから電気が漏れ、爆死した。
第23話では別個体がデジタマモンのレストランの客として登場。
必殺技は「ペトラファイアー」。
モノクロモン
第15、16、18 - 20話に登場
成熟期・鎧竜型デジモン・データ種。
言葉は喋れない。戦闘用だけでなく、エテモンの乗り物を引っ張る役目も受け持つ。ダークネットワークの暴走の際、巻き添えとなった。
ファイル島にも登場しており、第3話で縄張り争いをしていた。
必殺技は「ヴォルケーノストライク」。
『:』では第28話に登場。ヤマトの前に複数体現れるが、ワーガルルモンによって敗れる。
ティラノモン
第18、20、21、39、54話に登場
成熟期・恐竜型デジモン・データ種。
戦闘用で、言葉は喋れない。進化できるようになったグレイモンに敗れる。ダークネットワークの暴走の際、巻き添えとなった。
PSPゲーム版では現実世界で家族団欒中のミミの前に現れた。
『:』では第47話に登場。ガオスモンの弟分で、当初はローブを纏って隠れていた。正体を現した後はグレイモンと闘い敗れる。
グレイモン
第16話に登場
成熟期・恐竜型デジモン・ワクチン種。
グレイモンの同族（ただしタケルは偽物と呼んでいた）で首に黒いケーブルが巻かれている。頭部に複数の傷痕がある。言葉は喋れない。
無理な食事で動きが鈍くなっていた太一のグレイモンを圧倒するが、太一の間違った勇気で暗黒進化したスカルグレイモンの「グラウンド・ゼロ」を受け敗れる。
必殺技は「メガフレイム」。

### その他（エテモン編）
スカルグレイモン
第16話に登場
完全体・アンデッド型デジモン・ウィルス種。
紋章を手に入れた太一のアグモンがパートナーの焦りと無謀による間違った勇気によって暗黒進化した姿。
完全に意思を失っており、周りの者を全て敵とみなし、言葉を発さないどころか、太一の指示すら聞こえなくなる。最後はエネルギー切れによって、コロモンの姿に退化する。
太一とアグモンはこの件で進化に不安を抱くが、ピッコロモンに課せられた修行で自信を取り戻す。その後、第45話で間違った勇気によるものと気づいた。
当初から太一たちに「間違った進化」と言われていたが、最終回にてゲンナイがこの件に関して「間違った方向によって進化したもので、進化に正しいも間違いもない」と語っている。
必殺技は「グラウンド・ゼロ」。
PSPゲーム版ではこれとは別のスカルグレイモンが登場しており、新しい骨を獲りに来たオーガモンと子供たちが対戦した。
ナノモン
声 - 宇垣秀成（本編）、白川周作（PSP版ゲーム） / 金元寿子
第19、20話に登場
完全体・マシーン型デジモン・ウィルス種。
高度な頭脳を持ち、目的のためなら手段を選ばない。過去にエテモンと戦って破れ、記憶のほとんどを失ってしまう。それ以来、エテモンに復讐することだけを考えている。
体の自由を奪われた上で、エテモンのネットワークに利用されていたが、子供たちを利用して脱出。この行動をエテモンに見透かされお仕置きされそうになるも、最後の手段として暗黒のネットワークにエテモンを道連れにしようとして、共に落ちて死亡した。しかし、エテモンは暗黒のネットワークを逆に取り込んでしまい、メタルエテモンとして復活する結果となってしまう。
必殺技は「プラグボム」。
『:』では第59話に登場。ガーベモンの研究仲間で、ガーベモンから光子郎の話を聞き、ずっと会いたいと思っていた。サウンドバードモンに操られ、自分と光子郎のどちらが真の知識の使い手かを決めるべく、ホエーモンを人質に取って謎解きゲームを仕掛けた。
偽空
第20話に登場
エテモンに復讐するためにナノモンが作った空のコピー。目にハイライトがないところを除けば本物そっくりである。
聖なるデバイスと紋章を身に着けさせてコピーを本物にしようとするが、太一によって空を救出された挙句、デバイスと紋章を奪還され失敗し、その後ナノモンによって削除された。
PSPゲーム版では削除されずそのまま放置されていた。
パグモン
声 - 竹内順子、溝脇しほみ、天神有海、儀武ゆう子、斉藤貴美子（PSP版ゲーム）
第15話に登場
幼年期II・レッサー型デジモン。
群れをなす悪いデジモン。コロモンの村を乗っ取っていた。その後は太一たちにバレてしまい、慌てて逃げ出す。
コロモン
声 - 山口眞弓、小西寛子（本編）、小島幸子（PSPゲーム版）
第15話に登場
幼年期II・レッサー型デジモン。
パグモンに捕まったが、太一たちのお陰で助けられる。
PSPゲーム版ではスカルグレイモンとの件で太一を元気づける薬を調合したり、傷ついた状態で子供たちに助けを求めたりしていた。
ボタモン
第15話に登場
幼年期I・スライム型デジモン。

## ヴァンデモン編のデジモン

### ヴァンデモン軍団
最初はデジタルワールドにいたが、後に8人目の選ばれし子供を葬るために現実世界に侵攻した。
ヴァンデモン
声 - 大友龍三郎
第22 - 39、53話に登場
完全体・アンデッド型デジモン・ウィルス種。
「現実世界とデジタルワールドを邪悪な世界で統一し、両世界を統べる王となる」のが野望。聖なる力と日光に弱く、弱点の回避と自らの力を引き上げるべくお台場に霧の結界を張っていた。結界の中では本来の数倍の力を誇り、完全体を数体相手にしても軽くあしらえるほど強くなる。また、若い女性の血を吸ってエネルギーを蓄えていた（襲われた女性は急性貧血で気絶しただけであった）。冷酷で策略高く、周りのものはみなゲームの駒のように考えている。そのため、部下を殺すことに何も躊躇しない残虐な性格している。テイルモン曰く「執念が凄まじい」らしい。
9枚のデジモンカードを使って現実世界へのゲートを開き、部下たちと共に現実世界へ進行。フジテレビを結界の中心地にし、8人目の選ばれし子供を捜した。
一度はエンジェウーモンに倒されたが、その後に邪悪な本能のみで動く究極体・ヴェノムヴァンデモンとなり復活したが、デジヴァイスの聖なる力とウォーグレイモンとメタルガルルモンに敗れた。
完全に消滅したかに見えていたが、続編の『デジモンアドベンチャー02』において、ある人物（及川悠紀夫）を起点として密かに復活を企て、ベリアルヴァンデモンとして自身の本来の精神と魔力と共に完全復活し、三度子供たちの前に立ちはだかる。
必殺技はヴァンデモン時は「ナイトレイド」と「ブラッディストリーム」と「デッドスクリーム」、ヴェノムヴァンデモン時は「ヴェノムインフューズ」。
第25話の出演者のクレジットでは「ヴァンテモン」と誤ってテロップされた。
ピコデビモン
声 - 宮田始典
第22 - 32、34 - 38話に登場
成長期・小悪魔型デジモン・ウィルス種。
ヴァンデモンの使い魔であり、姑息でずる賢い性格。様々な策を駆使し選ばれし子供たちを罠にかけて翻弄するが、単純な戦闘力はパタモンより低い。
ヴァンデモンは現実世界へ向かうゲートの準備で忙しかったため、ピコデビモンに子供たちの対応を任せきりだったが、失敗ばかりするため何回もお仕置きを食らう。
現実世界では一度はヒカリのデジヴァイスを奪い取るが、ヒカリとテイルモンの優しさに反応したデジヴァイスの輝きに耐えられず、手放してしまう。
ヴァンデモンが一度倒されても、復活したヴェノムヴァンデモンのために尽くそうとするが、最期は彼に「最初の餌」と称され捕食されてしまった。
必殺技は「ピコダーツ」。
『デジモングランプリ!』では優勝しようとブイモンたちを妨害するが、あと一歩のところで優勝を逃してしまう。
ナニモン
声 - 乃村健次（本編）、岩崎征実（PSPゲーム版）
第27話に登場
成熟期・インベイド型デジモン・ウィルス種。
ヴァンデモンの城にいた。募集していたヴァンデモンの新しい手下たちへの統制と特訓が役目だが、酒好きでそれをアグモンとパルモンに利用される。成熟期のため強そうに見えるが、進化した子供たちのデジモンを見てあっさり降参して逃げ出した。
『:』では第28、32、33、60話に登場。第28話では入浴中の丈とゴマモンの目の前に現れる。
デビドラモン
第26話、27話、28話に登場
成熟期・邪竜型デジモン・ウィルス種。
「複眼の悪魔」と恐れられているデジモンで石像としてヴァンデモンの城を守っていたが、テイルモンのホーリーリングで封印が解かれる。ヴァンデモンの馬車をひいているデビドラモンも登場している。
第27話ではメタルグレイモンに、第28話ではアトラーカブテリモンによって纏めて倒された。
必殺技は「クリムゾンネイル」。
ドクグモン
声 - 田野恵（本編）、鶴岡聡（PSPゲーム版）
第28話に登場
成熟期・昆虫型デジモン・ウィルス種。
ヴァンデモンの城にいた。歌舞伎のような口調で喋る。ガルルモン、トゲモン、イッカクモンを圧倒するが、ワーガルルモンの「カイザーネイル」に敗れる。
必殺技は「スティンガーポレーション」。
PSPゲーム版では現実世界でタケルの紋章とタグを奪おうとしたが、パタモンに倒された。
『:』では第5話に登場。こちらはデビモンの部下という設定。グレイモンに倒される。
コドクグモン
第28話に登場
幼年期・昆虫型デジモン・ウィルス種。
ドクグモンの配下デジモンで多数いる。
マンモン
第29話に登場
完全体・古代獣型デジモン・ワクチン種。
テイルモンがスカウトしたが、知性が乏しく光が丘で街を破壊しながら徘徊しており、スカウトしたテイルモン自身も「でくの坊」呼ばわりして連れてきたのを後悔していた。
ガルダモンに敗れるが、ガルダモンとの戦闘を通じて太一たちは四年前に自分たちがデジモンと出会っていたことを思い出す。
『:』では第15話に登場。ユキダルモンを引き連れで空たちを襲うも、ズドモンの「ハンマースパーク」を食らい敗れる。
ゲソモン
第30話に登場
成熟期・軟体型デジモン・ウィルス種。
川に現れ、イッカクモンと戦い敗れる。
『:』では第7話に登場。グレイモン、トゲモン、イッカクモンの連携に敗れた。こちらは陸上でも行動している。
レアモン
第31話に登場
成熟期・アンデッド型デジモン・ウィルス種。
東京湾に現れた。ヘドロモンスターのお約束として上陸した直後にディスコを襲撃したが、カブテリモンに敗れる。
『:』では第42話に登場。ゴミの山で暴れまわっており、ガーベモンの仲間であるチューモンたちを亡き者にした。一度はガーベモンの「絶対零度砲」で氷漬けにされるが、黒い雷の力でレアレアモンに進化した。
デスメラモン
声 - 平田広明（本編）、奈良徹（PSPゲーム版）
第30、32話に登場
完全体・火炎型デジモン・データ種。
テイルモンがスカウトした。現実世界ではコートを着て変装しながら8人目の選ばれし子供を捜していた。
東京タワーでグレイモンたちと戦い、メガフレイムを吸収するなど善戦したが、メタルグレイモンの機転により空へと投げ飛ばされ、そのままギガデストロイヤーを受け敗れる。
必殺技は「ヘヴィーメタルファイアー」。
パンプモン
声 - 寺田はるひ（本編）、儀武ゆう子（PSPゲーム版）
第33話に登場
完全体・パペット型デジモン・データ種。
ゴツモン共々ヴァンデモンの手下だが、全く仕事をせず渋谷で遊んでいた。ヤマトたちと戦わずに楽しく遊ぶことを選び、彼らをヴァンデモンから庇ったことにより裏切り者としてヴァンデモンの「ナイトレイド」に食われてしまった。没日8月2日。
必殺技は「トリックオアトリート」。
ゴツモン
声 - 杉本ゆう（本編）、斉藤貴美子（PSPゲーム版）
第33話に登場
成長期・鉱石型デジモン・データ種。
ヴァンデモンの手下だがパンプモンと共に渋谷で遊んでいた。ヤマトたちと戦わずに楽しく遊ぶことを選び、彼らをヴァンデモンから庇ったことにより裏切り者としてヴァンデモンの「ナイトレイド」に食われてしまった。没日8月2日。
必殺技は「アングリーロック」。
『:』では第32、33、37話に複数体登場。第37話ではゴグマモンによって鉱山で強制労働をさせられており、ミミたちに助けられ、ゴーレモンと共にミミの会社の一員となった。
ギザモン
第35、38話に登場
成長期・水棲哺乳類型デジモン・ウィルス種。
浜辺に多数登場し、通りすがる人々を襲っていた。ヴァンデモンが敗れた後は、彼の復活のために一匹残らず捕食された。
『:』では第34、61話に登場。第34話では水中都市の住人として、第61話ではミレニアモンの破壊によって故郷を失くした難民デジモンとして登場。
ファントモン
声 - 櫻井孝宏
第26、35 - 37話に登場
完全体・ゴースト型デジモン・ウィルス種。
第35話ではヴァンデモンの命令でバケモンたちを引き連れ、人間の子供や大人をヴァンデモンの元へ連行した。第36話ではビッグサイトから逃げてきた空の後をつけて、タスクモンとスナイモンを従えて隠れていたヤマトとヒカリのもとに現れ、ヒカリをヴァンデモンの元へと連行した。第37話ではヴァンデモンに立ちはだかった太一とグレイモンに襲い掛かろうとするも、グレイモンがメタルグレイモンに超進化したために逃げ出し、エンジェモンに一撃で倒される。
必殺技は「ソウルチョッパー」。
バケモン
声 - 菊池正美、平田広明、千葉進歩、白川周作（PSPゲーム版）
第27、34 - 38、53話に登場
成熟期・ゴースト型デジモン・ウィルス種。
ファイル島に出てきたのとは別個体。ファントモンに引き連れられてお台場の人々を捕らえていたが、ヴァンデモンが一度敗れた後に全滅した。
『:』では第31、41話に複数体登場。第31話では闇の尖兵として太一たちの前に現れ、黒い雷の力でメタルファントモンに進化する。第41話ではもんもんパークを仕切るオポッサモンの手下として別個体が複数登場した。
ダークティラノモン
第35、53話に登場
成熟期・恐竜型デジモン・ウィルス種。
心も体もコンピューターウイルスに蝕まれているが、リリモンの「花の首飾り」によっておとなしくなるが、粗大ゴミとしてヴァンデモンの「ブラッディストリーム」により処分され殺される。
『:』では第8話に登場。要塞にいた門番として登場。グレイモンに「メガフレイム」で崖から転落し敗北した。
メガシードラモン
第36話に登場
完全体・水棲型デジモン・データ種。
シードラモンが進化した姿。ズドモンに敗れる。
必殺技は「サンダージャベリン」。
『:』では第26話に登場。総攻撃により敗れる。
タスクモン
第36 - 38話に登場
成熟期・恐竜型デジモン・ウィルス種。
第37話でガルダモン、ワーガルルモン、ズドモンに敗れ、続く第38話でヴァンデモン復活の際に餌として捕食された。
必殺技は「パンツァーナックル」。
『:』では第6話に登場。こちらは食いしん坊でタチの悪いデジモンとして登場し、それをオーガモンに利用される。
スナイモン
第36 - 38話に登場
成熟期・昆虫型デジモン・ワクチン種。
成熟期ながらガルダモンを苦戦させる強さを持つが、ガルダモン、ワーガルルモン、ズドモンに敗れ、続く第38話でヴァンデモン復活の際に餌として捕食された。
必殺技は「シャドウ・シックル」。
『:』では第4、67話に登場。太一たちを襲うもバードラモンに敗北した。第67話（最終話）では別個体がバンチョーマメモンの卒業式に参加した。

### その他（ヴァンデモン編）
トノサマゲコモン
声 - 松尾銀三（本編）、楠大典（PSPゲーム版） / 塩屋浩三
第25、47話に登場
完全体・両生類型デジモン・ウィルス種。
ゲコモンの城にいて、カラオケ勝負に敗北して以来何百年もの間に眠っていた。ミミの歌のおかげで復活したが、とんでもない暴君であることがわかり、メタルグレイモンに敗れ、また永い眠りにつく。スパイラルマウンテン形成の際の地割れに飲み込まれたが、無事であった模様。
必殺技は「コブシトーン」。
PSPゲーム版ではその後の様子が描かれており、目を覚ましたのはいいが、カラオケを朝から晩までぶっ通しでやっているせいでゲコモンたちに迷惑をかけ、もう二度と迷惑はかけないと誓う。
『:』では第53、60、64、67話に登場。こちらもとある城の殿様として登場。第53話では温泉を独り占めし、ゴマモンを嫁にしようとしたが、進化したズドモンの「ハンマースパーク」に敗北し、その後は皆で温泉を分かち合った。第60話ではまた温泉が干上がってしまい、カブキモンと共に「今回は自分じゃない」と主張するも弱ったために丈たちと共に極寒の地を彷徨うことになる。たまたま合流したミミに拾われ、バンチョーマメモンと喧嘩になりかけるも、乗っていたブリンプモンを襲ってきたオレーグモンに「コブシトーン」で果敢に立ち向かったが、調子に乗ったせいで滑り落ちてしまい、不可抗力で丈やゴマモン共々落ちていき、人質にされていたが、事態終息後は助けられた模様。第64話ではネガーモンによる破滅が迫る中、各地のデジモンとして姿を見せた。第67話（最終話）ではオレーグモンと乾杯し飲んでいた。
ゲコモン
声 - 菊池正美、平田広明、宮田始典、竹内順子、山口眞弓（第47話）、岩崎征実、内藤玲、鶴岡聡（PSPゲーム版）
第25、47、50、52、54話に登場
成熟期・両生類型デジモン・ウィルス種。
ピコデビモンの口車に乗せられたためとはいえ、ミミにこき使われていた。ダークマスターズ編でミミたちに味方する。
PSPゲーム版ではトノサマゲコモンのカラオケのせいで不眠症になっていた。
『:』では第53、60話に登場。トノサマゲコモンの手下たちで、彼の屋敷に大勢いる。
オタマモン
声 - 水谷優子、坂本千夏、小西寛子（第47話）、大久保瑠美（PSPゲーム版）
第25、47、50、52話に登場
成長期・両生類型デジモン・ウィルス種。
ゲコモン同様、ミミにこき使われていた。ダークマスターズ編でミミたちに味方する。
ベーダモン
声 - 鈴木琢磨（本編）、内藤玲（PSPゲーム版） / 高戸靖広
第24、53話に登場
完全体・宇宙人型デジモン・ウィルス種。
穴に落ちた者の心を奪い売る「心の商人」で、うんこが何よりも好き。
光子郎の知りたがる心を奪い、（さらにピコデビモンの懇願により）紋章も奪うが、バブモンによって両方奪還された上に、アトラーカブテリモンに敗れた。語尾に「なのよね」をつけて話す。
必殺技は「悪魔の投げキッス」。
PSPゲーム版ではヤマトの強い心を奪った。
『:』では第33話から登場。複数体おり、封印の地ファーガにて、大きな黒いクリスタルを前にしてミレニアモンの復活を企んでいる。メフィスモンやセフィロトモン、ムゲンドラモンなど、強力なデジモンを太一たちに差し向ける。初登場後しばらくは黒いシルエットに光る眼という形で容姿がはっきりしていなかったが、第49話から容姿がはっきりした状態で登場。軍隊とも呼べるほど大勢のベーダモンたちが、ミレニアモン復活を阻止しようとするヤマトたちを光線銃で一斉攻撃した。ミレニアモン復活後は登場せず去就は不明となった。
デジタマモン
声 - 堀川仁（本編）、鶴岡聡（PSPゲーム版）
第23話に登場
完全体・パーフェクト型デジモン・データ種。
ベジーモンと共にレストランを経営していた。最初は無銭飲食した丈だけを働かせるつもりだったが、ピコデビモンから賄賂を受け取り、ヤマトも騙してレストランから逃がさないようにした。捨て身でタケルを助けた丈との友情を信じたヤマトが進化させたワーガルルモンに、「カイザーネイル」を受けて吹っ飛ばされ敗北し、続編の『02』では改心した。
必殺技は「ナイトメアシンドローム」。
ダークマスターズ編ではその後の描写があり、レストランを破壊され逃げ出し食料を探し回っていたところを太一たちと出会い彼らに協力する（PSPゲーム版のみ）。
ベジーモン
声 - 河本浩之（本編）、佐藤晴男（PSPゲーム版）
第23、27、53話に登場
成熟期・植物型デジモン・ウィルス種。
デジタマモンと共にレストランを経営していた。丈とヤマトをレストランで無理矢理働かせる。仕事は真面目だが、目的のためなら人質をとるなど本質は卑怯である。
ワーガルルモンに敗れたデジタマモンを見て逃げ出した。こちらは一体のみだが、ナニモンの部下として登場した際は複数登場した。
PSPゲーム版では現実世界に現れ、花屋の花を「カワイ子ちゃん」と呼んでいた。
『:』では第30話に登場。アロモンの頭上に乗って現れ指揮を担当する。ウォーグレイモンの「ガイアフォース」で倒され消滅した。
フライモン
第26話に登場
成熟期・昆虫型デジモン・ウィルス種。
『:』では第28、29、40話に登場。第28話と第29話では、空とピヨモンの前に複数体現れた。第40話ではトロピアモンの手下として別個体が複数体登場し、ポームモンを捕えて果実に変えていた。
ゴリモン
第39話に登場
成熟期・獣人型デジモン・データ種。
『:』では第8話に登場。要塞にいたデジモンたちのボス。ガルルモンの「フォックスファイアー」に敗れる。
エアドラモン
第39話に登場。
成熟期・幻獣型デジモン・ワクチン種。
パロットモン
第29、45話に登場。
完全体・巨鳥型デジモン・ワクチン種。
『:』では第30話に登場。太一の前に現れる。後にクロスモンに進化する。

## ダークマスターズ編のデジモン

### ダークマスターズ
デジタルワールドを再構成し、「スパイラルマウンテン」を形成した四体の究極体デジモン。究極体四天王とも呼ばれる。
なお、小説版ではアニメのボス級デジモンたちは皆ダークマスターズの配下として一つの組織に属しているが、アニメでは不明となっている。
メタルシードラモン
声 - 風間勇刀
第40 - 42話に登場
究極体・サイボーグ型デジモン・データ種。
ダークマスターズの一員。海のエリアを支配していた。自信家で子供たちを侮る言動が多い。
様々な策と属しているディープセイバーズを率いて子供たちを何度も追い詰め、ウォーグレイモンを噛み砕こうとするが、ホエーモンの捨身の特攻で体勢を崩され、ブレイブトルネードで内部を貫かれ敗れる。
ダークマスターズの中で最初に敗れた。本作品に登場するボス級敵デジモンの中では唯一のデータ種でもあり、自身もディープセイバーズに属している。
必殺技は「アルティメットストリーム」。
ピノッキモン
声 - 小桜エツ子
第40 - 47話に登場
究極体・パペット型デジモン・ウィルス種。
ダークマスターズの一員。森のエリアを支配していた。
ウインドガーディアンズを率いる。子供のような無邪気さと残酷さを併せ持ち、我侭で命を軽視する発言が多く、遊びのように部下を殺す。糸で相手を意のままに操ったり、特殊な人形で太一たちをバラバラにした。ゆえに部下からの信頼は全く無い。しかし、それらは全て究極体の力を持て余したがゆえの驕りと無知、そして無邪気さから来る物であった。そのため遊び相手に指名したタケルから友達が居ないことを指摘された時は酷く動揺しており、ガラクタで作った人形を友達として紹介しようとした時は既にタケルは逃げた後だった。また、ジュレイモンから「心」の強さと大切さを諭されるもののその心は届かず、唯一の忠臣であった彼さえもあっけなく殺してしまった。
最期はヤマトとメタルガルルモンの怒りに触れ、コキュートスブレスを受けて敗北し、最期まで「心」を知ることなく散ってしまう。
また、メタルエテモンとも戦いを繰り広げた。
必殺技は「ブリットハンマー」と「フライングクロスカッター」（アニメオリジナル技）と「ドリルノーズ」（アニメオリジナル技）。
ムゲンドラモン
声 - 江川央生
第40 - 42、48、49話に登場
究極体・マシーン型デジモン・ウィルス種。
ダークマスターズの一員。街のエリアを支配していた。
メタルエンパイアを率いており、絶対的な統率力を誇る。ピエモン曰く「つまらない戦闘マシーン」であるが、それだけに「隙のない」デジモン。光子郎との情報戦や絨毯爆撃のような軍事作戦を行うなど、これまでとは一風変わった戦いを見せた。
堅実かつ確実な作戦と圧倒的な力で子供たちを追い詰めるが、ヌメモンたちの心とヒカリの想い、そしてウォーグレイモンの「ドラモンキラー」で斬られ敗れた。
ダークマスターズ四体の中で最短の話数で倒された。
必殺技は「∞（ムゲン）キャノン」。
『:』では第48話に登場するが台詞は無し。封印の地ファーガに迫る太一たちにベーダモンが差し向けた兵器で、数多のデジモンたちのデータを集積して生み出された存在。ベーダモンは「"最強のデジモン"の一つの答え」と称しており、メタルグレイモンら完全体8体の攻撃を全く寄せつけず、ウォーグレイモンとメタルガルルモンさえも圧倒する強さを持つ。特に必殺技の「∞キャノン」は、ウォーグレイモンの「ガイアフォース」を押し返すほどの絶大な火力がある。クラウド大陸に封じ込められた暗黒の瘴気を開放するため、上空のクラウド大陸を「∞キャノン」で何度も砲撃する。ウォーグレイモンに両腕と尾を破壊され首を落とされると、ベーダモンによって最終フェーズを強制起動され、胴体の動力炉ごとクラウド大陸に突進して自爆した。
ピエモン
声 - 大塚周夫、大塚明夫（『共闘ことばRPG コトダマン』）
第40 - 42、45、48、50 - 53話に登場
究極体・魔人型デジモン・ウィルス種。
ダークマスターズのリーダー格でナイトメアソルジャーズを率いる。闇のエリアを支配し、スパイラルマウンテンの頂上に住んでいた。子供たちを人形に変えるなど、トリッキーな能力で追い詰めた。
選ばれし子供たちを全滅まで追い込んだが、最後の最後でホーリーエンジェモンへの進化を許してしまう。デジモンたちとの総力戦で敗れ、ウォーグレイモンとメタルガルルモンの攻撃を受け、「ヘブンズゲート」によって亜空間に飛ばされ消滅した。
過去に、選ばれし子供たちのパートナーが生まれる予定のデジタマと紋章とタグを扱っていたゲンナイらエージェントを襲撃し、紋章とタグを奪いゲンナイに暗黒球を植えつけ、テイルモンが孤立する原因を作った張本人でもある。
必殺技は「トランプソード」と「トイワンダネス」（アニメオリジナル技）と「エンディングスペル」（アニメオリジナル技）。

### ダークマスターズの配下デジモン
ダークマスターズのメンバーそれぞれに配属する手下のデジモンたち。

#### ディープセイバーズ
アノマロカリモン
声 - 櫻井孝宏（本編）、白川周作（PSPゲーム版）
第41話に登場
完全体・古代甲殻類型デジモン・データ種。
メタルシードラモンの部下でディープセイバーズの一人。太一たちを海の家の罠に閉じ込めるも、丈とミミによって失敗し、罰としてメタルシードラモンに投げ飛ばされた（描写からして生存している模様）。
必殺技は「スティンガーサプライズ」。
『:』では第34話に登場。マンタレイモンたちの親玉で、黒い雷の力で凶暴化し、水中都市を破壊しようと襲撃してくる。テイルモンとメタルグレイモン、バードラモン、ペガスモンの総攻撃を受け敗れる。
ハンギョモン
声 - 櫻井孝宏、竹内順子、菊池正美、小桜エツ子 / 角倉英里子、中村光樹
第42話に登場
完全体・水棲獣人型デジモン・データ種。
メタルシードラモンの手下でディープセイバーズの一員。同族数体で編隊を組んだ。深海は活動域ではないので水圧に弱く、ホエーモンの「タイダルウェーブ」、ズドモンの「ハンマースパーク」で壊滅した。
必殺技は「フライイングフィッシング」。
『:』では第60、64、67話にてオレーグモン率いる海賊集団の一員として登場。

#### ウインドガーディアンズ
キウイモン
声 - 徳光由香（本編）、明坂聡美（PSPゲーム版）
第43話に登場
成熟期・古代鳥型デジモン・データ種。
ピノッキモンの部下。羽が退化して飛べなくなっている。バードラモンに敗れる。
必殺技は「リトルペッカー」。
『:』では第15話、第45話（回想）に登場。大群で登場し、ミミを乗せて暴走する。
マッシュモン
声 - 天神有海（本編）、奈良徹（PSPゲーム版）
第43話に登場
成長期・植物型デジモン・ウィルス種。
ピノッキモンの部下。ピノッキモンに連れ去られたタケルに「隠れるから黙っている」よう忠告されるが、無視しピノッキモンに教えるが、そのころにはタケルは既に逃げた後であり、嘘の報告をしたとしてピノッキモンに殺される。
本作品にてナレーターの紹介は無かった。
『:』では第52話に登場。ジャンクモンの指示の下、火山島で働いていた。
ブロッサモン
声 - 荒木香恵（本編）、斉藤貴美子（PSPゲーム版）
第43話に登場
完全体・植物型デジモン・データ種。
ピノッキモンの部下。マッシュモンと同様、ピノッキモンに殺される。
本作品にてナレーターの紹介は無かった。
『:』では第32、52、60、64、67話に登場。第32話では丈とゴマモンの前に現れる。第52話では、トノサマゲコモンに温泉を独占されたため、丈たちと共に立ち向かった。
ガーベモン
声 - 平田広明、竹内順子、藤田淑子、佐藤晴男、岩崎征実（PSPゲーム版） / 龍田直樹
第44話に登場
完全体・突然変異型デジモン・ウィルス種。
ピノッキモンの部下で三体同時に現れ、一体目はリリモンに、二体目はメタルグレイモンに、最後の一体はブラックホールで子供たちを吸い込もうとしたが、メタルガルルモンに後ろを取られ敗れる。
必殺技は「ウンチバズーカ」。ナレーター曰く「これでも完全体だぞ」。
『:』では第42、51、52、64、67話に登場。こちらでは善良なデジモンとして描かれている。ゴミの山で研究と発明を続けている科学者で、第42話では仲間のチューモンたちの仇を取るためにレアモンに戦いを挑んだ。第52話ではワイズモンと共に、情報の大樹でデジタルワールドの研究をしていた。
デラモン
声 - 竹内順子（本編）、小島幸子（PSPゲーム版）
第43、46、47話に登場
完全体・鳥型デジモン・データ種。
「〜である」という喋り方が特徴。フローラモンと共に逃げ出すタケルを目撃するが、ピノッキモンには伝えず見逃した。
ピノッキモンの手下だったが、フローラモンと共に相当ピノッキモンには不満があり、子供たちに味方する。館から逃げた後、消息不明となっている。
『:』では第61話で難民デジモンとして登場。
フローラモン
声 - 前田愛（本編）、菊池こころ（PSPゲーム版）
第43、46、47話に登場
成長期・植物型デジモン・データ種。
ピノッキモンの手下だったが、デラモンと共に相当ピノッキモンに不満があり、子供たちに味方する。館から逃げた後、消息不明となっている。
『:』では第39話にてムーチョモンとカメモンと共にバーガモンのお店の客として登場し、ハンバーガーに舌鼓を打っていた。第61話にて難民デジモンとして登場。
ジュレイモン
声 - 菊池正美（本編）、佐藤晴男（PSPゲーム版）
第44、47話に登場
完全体・植物型デジモン・ウィルス種。
ピノッキモンの手下で執事のような存在。ウォーグレイモンとメタルガルルモンを戦わせるためにヤマトを唆すなど、策士の面を持つ。
ピノッキモンの部下で唯一忠誠心を持ち、彼に欠けている「心」の強さを伝えようとした。しかしその言葉はピノッキモンには届かず、それどころか逆鱗に触れ殺されてしまう。ピノッキモンは最期まで「心」を知ることは無かったが、「足りないもの」という言葉は最後まで突き刺さっていた。
必殺技は「チェリーボム」（ナレーターの解説より）。
『:』では第67話にて登場。
レッドベジーモン
声 - 竹内順子、櫻井孝宏、平田広明、菊池正美、佐藤晴男（PSPゲーム版）
第47話に登場
成熟期・植物型デジモン・ウィルス種。
ベジーモンの強化したデジモンで、ピノッキモンの部下。集団で子供たちに襲い掛かるものの、成長した子供たちのデジモンの前では敵ではなく、あっさりと敗れてしまう。その後、1体だけはピノッキモンに付いて行こうとするが、足手まといとして殺される。
ウッドモン
声 - ボルケーノ太田
第46話に登場
成熟期・植物型デジモン・ウィルス種。
近くを通りかかったデジモンを襲ってエネルギーを吸収している。オーガモンを集団で追い掛けていたところに隕石（メタルエテモン）が落ちて全滅した。
『:』では第29話に登場。バドモンやロップモンと共に森で静かに生きることを望んでいる。一部はアロモンの攻撃によって消滅した。タンクドラモンに向かって木を放ち、メタルグレイモンを援護した。

#### メタルエンパイア
ハグルモン
声 - 櫻井孝宏、平田広明、内藤玲、奈良徹（PSPゲーム版）
第48話に登場
成長期・マシーン型デジモン・ウィルス種。
メタルエンパイアの一員で、オペレーターのような役割を務める。
『:』では第12話に登場。元々スクラップにされていたデジモンだったが、太一たちを襲うもグレイモンに敗れる。
ガードロモン
第45話に登場
成熟期・マシーン型デジモン・ウィルス種。
警備ロボットの姿をしたマシーンデジモン。メタルエンパイアの一員。子供たちとの戦闘には参加していない。
必殺技は「ディストラクショングレネード」。
『:』では第12話に登場。元々はスクラップにされていたデジモンだったが、ミミの優しさに触れたことで彼女を守る。最後はミミを庇いアンドロモンに殺されてしまい、その後はリリモンによって植物に覆われた。
メカノリモン
声 - 重松花鳥
第45、47、48、52 - 54話に登場
成熟期・パワードスーツ型デジモン・ウィルス種。
メタルエンパイアの一員。乗り込み型のデジモンであるため、中でバケモンが操縦している模様。
必殺技は「トゥインクルビーム」。
タンクモン
声 - 櫻井孝宏
第48話に登場
成熟期・サイボーグ型デジモン・データ種。
両手を生やした戦車の姿をしたサイボーグデジモン。メタルエンパイアの一員。
必殺技は「ハイパーキャノン」。
『:』では第8、32、39話に登場。第8話では集団で太一たちを襲うもトゲモンとイッカクモンに敗れ、第32話では別個体の群れがデッカードラモンと戦っている様子が描かれ、第39話では洗車場で眠っていた。
メガドラモン
声 - 平田広明
第48話に登場
完全体・サイボーグ型デジモン・ウィルス種。
足がないドラゴンの姿をした暗黒竜デジモン。完全体のドラゴンデジモンの中では最大級のパワーを誇る。メタルエンパイアの一員で絨毯爆撃を行った。選ばれし子供たちとの戦闘では倒されておらず、ムゲンドラモン撃破後の消息は不明となっている。
必殺技は「ジェノサイドアタック」。
『:』では第20話にデビモンの手下として登場。囮になったレオモンに成敗される。第29話と第30話では別個体が複数体登場。上空からウッドモンたちの住む森を攻撃して焼き尽くすが、一部はメタルグレイモンやガルダモンの攻撃によって敗れる。
ギガドラモン
第48話に登場
完全体・サイボーグ型デジモン・ウィルス種。
パワー・飛行スピード共にメガドラモンを上回る。メタルエンパイアの一員で絨毯爆撃を行った。
なお、設定上はギガドラモンはメガドラモンにパワーで勝るがスピードで劣り、力を合わせればお互いの欠点を解消できるという物だが、本作品ではメガドラモンの強化版となっている。
ワルもんざえモン
声 - 高橋広樹（本編）、星野貴紀（PSPゲーム版）
第49話に登場
完全体・パペット型デジモン・ウィルス種。
メタルエンパイアの一員。声と見た目はもんざえモンに似ているが、性格はもんざえモンとは似ても似つかず凶悪でヌメモンをこき使っていた。子供たちに敗れた後、ムゲンドラモンに助けを求めるが、独断専行の果てに取り逃がしたことが彼を激怒させ、用済みとして消される。
『:』では第41話に登場。オポッサモンが使役するデジモンで、もんもんパークにやってきたデジモンたちを体内に吸い込み、その生命エネルギーを吸い取って自らの力にしていた。タケルとパタモンを吸い込んでさらにパワーアップするが、再び進化したエンジェモンとワーガルルモン：サジタリウスモードにより内と外から攻撃を受け、これまで吸い込んだデジモンたちを助け出された上で倒された。

#### ナイトメアソルジャーズ
レディーデビモン
声 - 永野愛（本編）、明坂聡美（PSPゲーム版）
第50話に登場
完全体・堕天使型デジモン・ウィルス種。
ピエモンの部下でナイトメアソルジャーズの一員。女性型で嫌味な性格のため、空やヒカリからは「嫌なデジモン」と言われた。その上エンジェウーモンとの女の戦い（ビンタの張り合い）は、太一曰く「おっかない」、光子郎曰く「（女性は）怒らせると怖い」ほど鬼気迫るもので、アトラーカブテリモンも気圧されていた。最終的にはヘブンズチャームで消滅する。
必殺技は「ダークネスウェーブ」と「ダークネススピア」。
イビルモン
第52話に登場
成熟期・小悪魔型デジモン・ウィルス種。
戦闘を好む邪悪なデジモン。ピエモンの合図と共に集団で現れる。選ばれし子供たちとそのデジモンと子供たちに味方したデジモンたちによって蹴散らされ、最後はピエモンと共にホーリーエンジェモンの「ヘブンズゲート」によって亜空間に飛ばされ、運命を共にした。
『:』では第33話に登場。ダークナイトモンの「アンデッドソルジャー」によって出現。シルエットのみであるが、グレイモンとペガスモンの攻撃に、一部はミレニアモン復活の儀による光で消滅する。

### 最後の敵
アポカリモン
声 - 大塚周夫（本編）、大塚明夫（『共闘ことばRPG コトダマン』）
第53、54話に登場
究極体・種族と属性は共に不明。
本作品における全ての元凶。「我々」を一人称に使う（または「私」）。進化の過程で消えていったデジモンの無念の思いの集合体。よって本来はデジモンであるのかさえも不明である。滅んで行ったデジモンたちの必殺技なら全て使える。存在するだけで世界を歪ませ、ダークマスターズもこの歪みによって強い闇の力を得て居ただけに過ぎない。
一度はパートナーデジモンたちをデスエボリューションにより退化させ、デスクロウにより紋章とタグを破壊し、選ばれし子供たちとパートナーデジモンたちをデータに分解する圧倒的な力を見せた。しかし自らの心に在る紋章を輝かせた選ばれし子供たちに本体を倒される。最後の悪あがきで滅びる寸前に自爆技であるグランデスビッグバンによりこの世界を巻添えにしようとしたものの、デジヴァイスの力によりビッグバンごと封じられた。
小説版でのアポカリモンは、最初からグランデスビッグバンにより世界をリセットし、新世界の神になることを企んでいた。
必殺技は「暗黒（ダークネスゾーン）」と「グランデスビッグバン」。

## その他のデジモン
ジャガモン
声 - 風間勇刀
ミニドラマCD1「SOS!5年A組」に登場
完全体・植物型デジモン・ワクチン種。
家庭科の時間にて歌って踊るジャガイモを操らせた張本人であり、レインボーブリッジの前に姿を現し太一と空を襲撃していたが、メタルグレイモンとガルダモンに敗れ反省し、改心した後は盗んだジャガイモを全部返し、デジタルワールドへ帰っていった。ナレーター曰く「画面でお見せできないのは残念」。
『:』では第39話に登場。ポテモンが進化した姿で、正気を失い暴走するが、ポテ友である丈とズドモンの必死の訴えによって正気を取り戻す。本作品では「ジャガ」としか喋らない。
バクモン
声 - 菊池正美
ミニドラマCD「キャラクターソング ミニドラマ（3）」に登場
成長期・聖獣型デジモン・ワクチン種。
正月の日に東京中の人々の初夢を食べており、正月を楽しんでいたヤマトとタケルを襲撃し、「ナイトメアシンドローム」で彼らを夢の世界に閉じ込めた。タケルの見た初夢の影響でガブモンは獅子舞、パタモンは凧、タケルを猫の姿になってしまうが、タケルに夢の主導権を握られ、ガルルモンとエンジェモンに敗れ降参した。

## 『:』に登場するデジモン
『アドベンチャー』とは違い、言葉を話さないデジモンが多く、アニメ『アドベンチャー02』、『テイマーズ』、『フロンティア』、『セイバーズ』、『クロスウォーズ』から登場したデジモンも多い（登場した作品のデジモンとは関係が無い別個体）。

### 光の勢力
ヴァロドゥルモン
声 - 風間勇刀、前田愛
第5話に登場
究極体・聖鳥型デジモン・ワクチン種。
光り輝くデジモン。名前は第31話で判明した（第5話のクレジット表記は「謎の声」）。『アドベンチャー』におけるデジタルワールドの安定を望む者の位置づけであるキャラで「デジタルワールドの善を司る者」と名乗るが、こちらは依り代を介さずに自ら語りかけており、男女の二重音声となっている。太一たちに「聖なるデジモン」を捜せと告げる。
その正体は古の戦いで戦った光側のデジモンの一体である。
ロップモン
声 - 西村ちなみ
第28 - 32、48 - 50、61、67話に登場
成長期・獣型デジモン・データ種。
ウッドモンやバドモンと共に森で静かに生活していた。
その正体は、かつて古の戦争で闇の勢力と戦った「三大天使」の一角であるケルビモンの生まれ変わりである。デジモンの特性上、転生後は記憶を失っていたが、ウォーグレイモンの進化の光の影響で記憶を取り戻した。
第31話で太一たちに古の戦いと蘇りつつある闇の最終兵器ミレニアモンのことを語り、かつての仲間であるコモンドモンたちを蘇らせた。また、太一たちに聖なるデジモンが2体存在することを告げ、もう1体の聖なるデジモンを探すように導きウッドモンやバドモンと共にコモンドモンの一体に乗り去った。続く第32話で思念を飛ばし弱気になるパタモンを励ました。第48話ではレオモンとも合流したようで、ウッドモンたちと共にエルドラディモンの中に匿ってもらい、その後も支援者や各地のデジモンの一体として登場し、第67話（最終話）ではレオモンやワイズモンと共に選ばれし子供たちの活躍の語り手となっている。
進化：ロップモン→トゥルイエモン→アンティラモン→ケルビモン（善）（回想シーンでの登場）
スラッシュエンジェモン、クラヴィスエンジェモン、ラジエルモン
全て究極体・ワクチン種。スラッシュエンジェモンは能天使型デジモン。クラヴィスエンジェモンは力天使型デジモン。ラジエルモンは座天使型デジモン。
シルエットで登場。かつて古の戦いで闇の勢力と戦った聖なるデジモンたち。
ピッドモン
第31話に登場
成熟期・天使型デジモン・ワクチン種。
2枚の翼を持つエンジェモンの亜種。回想シーンにおいてケルビモンの周囲に無数におり、闇の勢力と戦った。
コモンドモン
声 - 横山だいすけ
第31 - 61、65、67話に登場
成熟期・獣型デジモン・データ種。
「三大天使」の一角であるケルビモンが転生した姿。ロップモンの呼びかけにより復活し、太一たちを乗せて移動する。「ワホーン」と鳴く。
太一たちを乗せた個体を含めて全部で5体。3体は第31話でロップモンの指示で平和を望むデジモンたちの救助に向かい、ロップモンやウッドモンたちを乗せた個体は安全な場所を目指して走り去った。第37話では光子郎たちを乗せたまま居眠り運転（？）してしまい、目的とは別方向に行ってしまい、6人を慌てさせる。以降も選ばれし子供たちの移動手段として活躍。ロップモンらと行動している個体も時々登場し、第65話では離れ離れになった選ばれし子供たちと合流すべく空中に打ち出されたものの妨害で辿り着けなかったパートナーデジモンたちに自分も打ち出してもらい自分に乗せる形で再び送り出した。第67話（最終話）ではロップモンや他のコモンドモンと共に過ごしている。
戦闘への参加は実質なかったものの各地を巡る旅に貢献した。

### レオモン関係者
レオモン

ペックモン
第19、20、21、25 - 27、48、61話に登場
成熟期・鳥型デジモン・ワクチン種。
レオモンの仲間。移動用のデジモンとして活躍。
ファルコモン
第19、21、25、26、48、61話に登場
成長期・鳥型デジモン・ワクチン種。姿は『セイバーズ』版の個体である。
レオモンの仲間。
スパーダモン
声 - 真田アサミ
第19、21、25、26、48、61話に登場
成長期・武器型デジモン・フリー種。
レオモンの仲間。

### 敵デジモン（シリーズ全体）
ネガーモン
第3、18、57、65、66話に登場
幼年期II・種族不明のデジモン。
今作で起きたネットワーク暴走騒動の真の黒幕。その本能によってデジタルワールドの全てを喰らい尽くし、「巨大な破滅」を引き起こすとされる存在。ネットワークに溢れる負のデータに浸かり成長したデジモンで、元々は「災厄」としてデジタルワールドに影響を及ぼし、その結果として世界全体を成長させていく存在だった。古の光と闇の戦争も、そのネガーモンの鼓動により引き起こされた必然だった。しかし、現実世界の人間の負のデータを参照した際にその闇の部分が想像以上に深く、その強い負のデータに浸かりすぎたことで本能が蝕まれ、すべての記憶・存在・次元、そして自分自身さえも永遠に消滅させようとする「無限の虚無」と化した。
第3話では黒い球体の姿で登場し、アイズモンのデジタマを産み落とした。第18話では幼年期IIの姿のシルエットで登場し、第57話では黒い球体に眼球のみの姿で登場。第64話の終盤で全てを喰らい始め、デジタルワールドの至るところに白い亀裂が出現した。ネガーモン本人はその亀裂の先にある白い虚無の空間にある黒い球体の中にいる。第65話ではその球体から黒い触手を伸ばし、太一たちを虚無の空間に攫った。
ネガーモン（大）
第66話に登場
ネガーモンが太一たちを倒すべく変化し、巨大なクジラのような姿をしている。太一たちを倒すために黒い球体の外に飛び出し、ウォーグレイモン・メタルガルルモン・セラフィモンを喰らうが、口内で彼らの攻撃を受け、ウォーグレイモンの「ガイアフォース」で内部から爆散した。しかしそれでも消滅せず、黒い球体そのものがアバドモンに進化した。
アバドモン
第66、67話に登場
究極体・種族と属性は共に不明。
ネガーモン（大）がウォーグレイモンらに敗れた後、黒い球体が進化した姿。ヒビ割れた巨大な黒い球体に、大きな口と無数の黒い触手を持つ。触手には夥しい数の目と口がある。「巨大な破滅」の真の姿であり、現実世界にも白い亀裂を出現させて無数の触手を伸ばし、デジタルワールドだけでなく現実世界も含めて全てを喰らおうとする。8体の究極体のパートナーデジモンたちの攻撃を全く寄せ付けず、彼らを一方的に追い詰め、一度は空とピヨモン・光子郎とテントモン・丈とゴマモン・ミミとパルモンを喰らい、彼らを消滅の危機に陥れた。体内に潜んでいるアバドモンコアが本体である。
アバドモンコア
声 - 松山鷹志
第67話（最終話）に登場
究極体・種族と属性は共に不明。
アバドモンの体内に存在する人型の本体で、アバドモンの真の姿。マントを含む全身の至るところに目と口がある醜悪な姿をしている。アバドモンの体内に侵入してきたオメガモンを迎え撃つ。オメガモンと互角以上の極めて高い戦闘力を持ち、一度はオメガモンを追い詰めるが、選ばれし子供たちの光の力を受けて変化したオメガモンAlter-Sに倒され、アバドモン共々消滅した。
アルゴモン
声 - 松山鷹志
第1、2、3、21、22、24、38（回想）、57、65話に登場
幼年期→成長期→成熟期→完全体→究極体・突然変異型デジモン・ウィルス種（成長期から追加）。
ネガーモンが生み出した尖兵。第1話から第3話ではネットワークを混乱させ、東京の大停電などを引き起こしていたデジモン。アグモン（グレイモン）に敗北し、通常より大きめのボス級の個体はグレイモンやガルルモンの攻撃をものとのしなかったが、オメガモンには敵わず敗れる。
第21話ではカルマーラモンに操られていた。第57話では異空間に太一とアグモンを捕え、完全体が「実験」と称して無数の偽物の太一を生み出し、アグモンに本物の太一を見抜くように迫った。第65話では選ばれし子供たちにネガーモンと巨大な破滅の真実を語り、2体の究極体となって太一たちとパートナーデジモンたちにそれぞれの前に立ちはだかるが、究極体に進化した8体のパートナーデジモンの総攻撃を受けて倒された。
サウンドバードモン
第5、6、8、9、51、59、64話に登場
成長期・鳥型デジモン・ウィルス種。
音波で他のデジモンの意識を操り、太一たちに様々なデジモンを差し向ける。1体はカブテリモンの「メガブラスター」で吹き飛ばされた。当初はデビモンの部下と思われていたが、実はネガーモンの尖兵であり、デビモンが倒されても太一たちの冒険の陰で暗躍している。第51話では、太一たちがいる情報の大樹にば〜ぷモンを落としていった。また、第59話ではナノモンを音波で操り、光子郎に謎解き勝負を挑ませた。第64話では大群で情報の大樹を襲撃し、無数の個体が合体してデスモンとなった。
デスモン
声 - ボルケーノ太田
第64話に登場
究極体・魔王型デジモン・ウィルス種。姿は黒色の個体である。
古の光と闇の戦いで闇のデジモンたちを束ねていた魔王。無数のサウンドバードモンが合体して誕生し、情報の大樹を襲撃するが、聖なるデジモンであるセラフィモンとオファニモンに敗れる。死に際に「自分たちは破滅の産声」と言い遺した。
アイズモン
第16話に登場
成熟期・魔竜型デジモン・ウィルス種。
ネガーモンが産み落としたデジタマから生まれたデジモンで、ネットワークを混乱させて東京の停電を起こした張本人。東京に見せかけたネットワーク空間を駆使して太一たちを追い詰め、無数のアイズモン:スキャッターモードが集結して一体の大きなアイズモンとなる。成熟期でありながら、メタルグレイモンら完全体デジモンを圧倒するほどの高い戦闘力を見せるが、完全体デジモンの一斉攻撃の前に敗れる。
オロチモン
第17話に登場
完全体・魔竜型デジモン・ウィルス種。
生き残ったアイズモンが進化した姿。本体の首を完全体デジモンに一斉攻撃され敗れる。
ニーズヘッグモン
声 - ボルケーノ太田
第18話に登場
究極体・魔竜型デジモン・ウィルス種。
蘇ったオロチモンが東京での異常で活性化したネットワークエネルギーを吸収して進化した姿。カウントダウンにより東京を壊滅させようとしたが、オメガモンに敗れる。
ズルモン
第25 - 27話に登場
幼年期I・スライム型デジモン。
ネットワーク空間で大量発生し、現実世界で再び大型船の暴走を引き起こした。

### 敵デジモン（クラウド大陸編）
スナイモン

シーラモン
第4話に登場
成熟期・古代魚型デジモン・データ種。
川下りをしていた太一たちを襲いグレイモンと戦うが、「メガフレイム」で撃破された。
オーガモン

コアドラモン
第5、6、9話に登場
成熟期・竜型デジモン・ウィルス種（緑）、ワクチン種（青）。
オーガモンの移動用デジモンとして登場。青と緑の個体がおり、第6話では青のコアドラモンが太一らを襲うが、バードラモンに敗れる。第9話では緑のコアドラモンの集団が子供たちを襲うが、オーガモンの「覇王拳」を受け、その場から立ち去った。
ドクグモン

タスクモン

ドリモゲモン

ゲソモン

タンクモン

ソーラーモン
第8話に登場
成長期・マシーン型デジモン・ワクチン種。
要塞に侵入して来た者を光で見つけるサーチライトのような役割をしている。ガルルモンの「フォックスファイヤー」でゴリモン諸共爆散した。
ダークティラノモン

ゴリモン

メタルティラノモン
第9、10話に登場
完全体・サイボーグ型デジモン・ウィルス種。
オーガモンを切り捨てたデビモンの部下として登場。グレイモンをものともせず圧倒するが、メタルグレイモンに敵わず敗れる。
サンドヤンマモン
第11話に登場
成熟期・昆虫型デジモン・データ種。
必殺技である「デザートウィンド」で砂嵐を起こして、ヤマトたちを襲い行く手を阻んでいたもののスコピオモンの餌食になってしまう。
本来の体色は銀色だが、配色はヤンマモンと全く同じであった。
スコピオモン
第11話に登場
完全体・昆虫型デジモン・データ種。
サンドヤンマモンを捕食しヤマトたちを襲ったが、ワーガルルモンに敗れる。
アンドロモン

ハグルモン

ワスプモン
第13話に登場
成熟期・サイボーグ型デジモン・ウィルス種。
キャノンビーモンの手下。ファンビーモンを捕まえた。
キャノンビーモン
第13話に登場
完全体・サイボーグ型デジモン・ウィルス種。
ワスプモンの親玉でファンビーモンたちを捕まえ奴隷にしようとしたが、ガルダモンに敗れる。
クワガーモン

オオクワモン
第14話に登場
完全体・昆虫型デジモン・ウィルス種。
クワガーモンの親玉として登場。アトラーカブテリモンに敗れる。
ユキダルモン

マンモン

バルブモン
第19、20話に登場
完全体・マシーン型デジモン・データ種。
大型輸送デジモンとしてトループモンやミノタルモン、ブルモンを乗せていたが、ベルグモンの「ゾーンデリーター」よって消滅した。
トループモン
声 - 寺崎千波也、中村光樹、片貝直生、今川柊稀
第19、38話に登場
成熟期・アンデッド型デジモン・データ種。
第19話ではバルブモンの中に潜み、太一たちを襲うも敗れる。
第38話にもミレニアモン復活を企むメフィスモンの尖兵として複数体が登場し、ヤマトたちを足止めしようとするが、イッカクモンに敗れる。
ミノタルモン
声 - 宝亀克寿
第19話に登場
成熟期・獣人型デジモン・ウィルス種。
バルブモンの中で指揮を執っていた。レオモンの「真・獣王拳」に敗れる。
ブルモン
第19、45話（回想）に登場
アーマー体（成熟期相当）・哺乳類型デジモン・フリー種。
ミノタルモンの配下デジモン。第19話ではグレイモンの「メガフレイム」に敗れる。本来ならマントに希望の紋章が描かれているが、今作はそれがない。
ベルグモン
第20話に登場
ハイブリッド体（完全体相当）・巨鳥型デジモン・ヴァリアブル種。
デビモンの配下デジモン。エンジェモンの力を分け与えられたメタルグレイモンとワーガルルモンによって敗れる。
メガドラモン

スカルナイトモン / ダークナイトモン
声 - 園崎未恵
第20 - 23、27 - 33、66話に登場
成熟期・アンデッド型デジモン・ウィルス種。ダークナイトモンは完全体・暗黒騎士型デジモン・ウィルス種。
ミレニアモン復活のために選ばれた存在。一人称は「私」で、声は加工されている。マントの中にミレニアモン（容姿はムーンミレニアモン）を抱えている。2体の完全体を同時に相手しても互角以上に立ち回るなど、戦闘能力は非常に高い。その正体は、聖なるデジモンの一体であるテイルモンがデジタマのまま闇に呑まれて転生した姿である。
当初はデビモンに協力しており、一度は聖なるデジモンのデジタマを奪うも、太一たちに奪還される。その後、敗北したデビモンを蘇らせ、ネオデビモンに進化させて去っていった。
第28話ではエンジェモンとの一騎討ちの影響でスカルナイトモンに退化するも、ネットワークの活発化による黒いエネルギーにより力を取り戻し、ヒカリを連れ去った。
第33話ではミレニアモンの肉体である黒い欠片を集めた祭壇に黒い雷を集中させ、その力で抱えていたミレニアモンを取り込み再びダークナイトモンに超進化し、さらに体内にヒカリを取り込んで巨大化し、自らを憑代としてミレニアモンを復活させようとするが、ウォーグレイモンの「ブレイブトルネード」で鎧を突き破られ、体内のミレニアモンの分身体も「ドラモンキラー」で切り裂かれて消滅し、ヒカリとテイルモンも体内から救出された。
その後、第66話にてアバドモンの攻撃からオファニモンを守るべくスカルナイトモンの姿の幻影で再登場し、同じくセラフィモンを守ったデビモンと力を合わせ「希望の光」をウォーグレイモン、メタルガルルモンに集約させオメガモンに進化させるための手助けを行った。
『クロスウォーズ』では小杉十郎太が声を担当し、こちらではデッドリーアックスモン（成熟期・魔獣型デジモン・ウィルス種）とデジクロス（合体）し、ダークナイトモンになるという設定だったが、本作品では超進化してダークナイトモンになれるためデッドリーアックスモンは登場しなかったが、武器としては登場している。
スプラッシュモン
第21話に登場
完全体・水棲獣人型デジモン・ウィルス種。
虎のような姿をした真の姿で登場。デビモンの配下デジモン。拠点周辺の瘴気の沼に潜み、スカルナイトモンを追ってきた太一たちの前に姿を現し襲撃する。液化能力での攻撃回避と神出鬼没な攻撃や、さらに瘴気をその身に宿すだけでなく、水源たる沼から集めた瘴気の水弾での攻撃で苦しめるが、メタルグレイモン：アルタラウスモードによって敗れる。
『クロスウォーズ』では緑川光が声を担当し、ナルシストで陰湿な策略家だったが、本作品では終始真の姿で行動し、言葉を発する場面もなかった（ただし、虎の咆哮や唸り声はある）。
公式設定および『クロスウォーズ』では変身能力を所有し、分身であり水の精霊である「ドリッピン」を召喚するが、本作品では人型の姿になることはなく、真の姿だったためどちらの能力も使用しなかった（次作『デジモンゴーストゲーム』では第27話で人型の姿が登場したが、こちらでも能力は使用しなかった）。
データ放送の図鑑では「自らを液体に変化し液体から液体への移動から、人やデジモンに自在になることもできる。指先から高圧・高速の水圧を撃つ「ハイドロプレッシャー」や、微量の元素を集め一瞬にして敵の頭部周辺に液体化する「ビードラウン」で状態異常を起こさせる技を持つ」と記載された。Blu-ray&DVD-BOX第2巻のブックレットでは「自らを液体に変化し液体から液体への移動から、人やデジモンに自在になることもできる」と記載された（どちらもこの解説は人型時の解説であり、前述の通り本作品では登場しなかった）。
公式設定では「ビッグデスターズ」に所属する水虎軍団将軍となっている。一方、『クロスウォーズ』では敵組織であるバグラ軍新幹部の「デスジェネラル」に所属した。
カルマーラモン
第21 - 23話に登場（それ以前に第20話では先行してシルエットで姿を見せている）
ハイブリッド体（完全体相当）・水棲型デジモン・ヴァリアブル種。
デビモンの配下デジモンで、ネットワーク空間でアルゴモンたちを操り、AISをハッキングして現実世界で大型船を街に突っ込ませようとしている。また、そのハッキングの際に生じた膨大なネットワークエネルギーをオブジェを通してデジタルワールドのデビモンの城に送っていた。
第22話でバードラモン、カブテリモン、トゲモン、イッカクモンの一斉攻撃を受け撃破されたかに見えたが、保護色で周囲に身を晦ませていただけで生き延びており、続く第23話でイッカクモン以外の3体を捕縛し、「ネーロコルソ」で痛めつける（不意を突こうとしたイッカクモンもこれで撃ち落とした）も、完全体に進化されると脱出を許し、リリモンの「フラウカノン」をイカの胴体部分に受けて怯んだところにガルダモンの「シャドーウィング」とアトラーカブテリモンの「ホーンバスター」で撃ち抜かれ倒され、ネットワークエネルギーの源であるオブジェもズドモンに破壊・粉砕された。
なお、人型の部分はアルゴモンを指揮するときくらいしか露出しておらず、移動や戦闘の際は終始収納したままだった。
ダークメイルドラモン
第21、23、28 - 33話に登場
成熟期・サイボーグ型デジモン・ウィルス種。
スカルナイトモン（ダークナイトモン）の配下デジモンで、移動用として登場。第33話でガルダモンの「シャドーウィング」に敗れる。
チクリモン
第22、35話に登場
成長期・機雷型デジモン・ウィルス種。
第35話でも別個体の集団が登場し、エビドラモンと共に太一たちを襲った。
デビモン

ツカイモン
第64話に登場。
成長期・哺乳類型デジモン・ウィルス種。
パタモンとタケルの夢の中でデビモンの進化前の姿として現れる。姿はパタモンの色違い。
ネオデビモン
第23話に登場
完全体・堕天使型デジモン・ウィルス種。
闇に染めようとしたデジタマを奪還され再び進化を重ねて拒絶され、そのショックでデビモンがネットワークエネルギーを吸収して超進化した姿。ネットワークエネルギーによりメタルグレイモンらを圧倒するも、ネットワーク空間のオブジェ（エネルギーの源）が破壊されたことで力が弱まり、その隙を突いたメタルグレイモンの「ギガデストロイヤー」で体の大半を破壊され敗れた。
しかし息絶えてまではいなかったようで、ダークナイトモンが回収したとあるデジモン（ミレニアモン）を連想させるクリスタルを介し胸元と二の腕の中ほどまでが残った状態でサルベージされ、第24話にてさらなる進化を果たす。
ダンデビモン
声 - 置鮎龍太郎
第24話に登場
究極体・堕天使型デジモン・ウィルス種。
ダークナイトモンにより蘇らせたネオデビモンが残ったネットワークエネルギーの力でさらに進化した姿。ウォーグレイモンから放たれた勇気の光によって消滅した。
トコモン曰く「力だけ進化して心は失われた」存在であるため、知性というものが感じられない。

### 敵デジモン（ミレニアモン編）
マメモン
第25、55話に登場
完全体・突然変異型デジモン・データ種。
ビッグマメモンと共に大群で太一らを襲撃するが、レオモンたちの協力により海に落下した。
第55話ではバンチョーマメモンの手下として別個体が複数登場。デジモン学校の生徒たちに襲い掛かる。
ビッグマメモン
第25、55話に登場
完全体・突然変異型デジモン・データ種。
マメモンと共に大群で太一らを襲撃するが、レオモンたちの協力により海に落下した。
第55話ではバンチョーマメモンの手下として別個体が複数登場。デジモン学校の生徒たちに襲い掛かる。
エビドラモン
第26、35話に登場
成熟期・水棲型デジモン・データ種。
第26話ではいきなり太一たちの前にシードラモンと共に姿を現し、その後シードラモンに捕食される。
第35話でも別個体が登場し、太一たちに立ちはだかり、後に黒い雷の力の影響でグソクモンに進化した。
グソクモン
第35話に登場
完全体・甲殻類型デジモン・ワクチン種。
エビドラモンが黒い雷の力で進化した姿。メタルグレイモンに倒されたが、闇の力による進化はテイルモンに動揺を与えることになる。
シードラモン

ワルシードラモン
第26話に登場
完全体・水棲型デジモン・ウィルス種。
シードラモンがエビドラモンを食って進化した姿。後に別個体も登場するが、総攻撃により敗れる。
メガシードラモン

トータモン
第27話に登場
成熟期・爬虫類型デジモン・ワクチン種。
大群で太一たちの前に現れるが、少数がグラウンドラモンに捕食される。
グラウンドラモン
第27話に登場
完全体・地竜型デジモン・ウィルス種。
トータモンを捕食し、太一たちを襲撃するが、総攻撃に敗れる。
ヴォルクドラモン
第28話に登場
完全体・竜型デジモン・データ種。
太一たちの前に現れる。メタルグレイモンが進化した姿（ウォーグレイモンの「ガイアフォース」）に敗れる。
モノクロモン

フライモン

アロモン
第29、30話に登場
アーマー体（成熟期・完全体相当）・恐竜型デジモン・フリー種。
複数体でウッドモンたちや森を攻撃するが、メタルグレイモンたちの攻撃によって敗れ、残りの個体はウォーグレイモンの「ガイアフォース」に敗れる。
メガドラモン

タンクドラモン
第29話に登場
完全体・マシーン型デジモン・ウィルス種。
アロモンたちの親玉としてウッドモンたちや森を攻撃をするが、メタルグレイモンの攻撃によって敗れる。
ベジーモン

パロットモン

クロスモン
第30話に登場
究極体・サイボーグ型デジモン・ワクチン種。
パロットモンが進化した姿。メタルグレイモンの攻撃をものともしなかったが、ウォーグレイモンの「ガイアフォース」に敗れる。
バケモン

メタルファントモン
第31話に登場
完全体・サイボーグ型デジモン・データ種。
バケモンが黒い雷を受けて進化した姿。3体登場し、1体はグレイモンおよびメタルグレイモンと戦い、さらにゴクモンに進化を遂げる。残り2体は空とバードラモンを追い、進化したガルダモンに倒される。
ゴクモン
第31話に登場
究極体・サイボーグ型デジモン・データ種。
メタルファントモンがさらに進化した姿。メタルグレイモンを追い詰めるが、進化したウォーグレイモンに倒される。
ファングモン
第32、45話（回想）に登場
成熟期・魔獣型デジモン・データ種。
第32話では1体はタケルを追い掛け、合流したグレイモンとバードラモンに敗れ、別個体のファングモンが複数体登場し、太一たちを襲撃するが、2体はペガスモンの「シルバーブレイズ」に敗れる。
ケルベロモン
第32話に登場
完全体・魔獣型デジモン・ワクチン種。
ファングモンの親分として登場。太一らを襲撃するがペガスモンとメタルグレイモン、ガルダモンの総攻撃に敗れる。
イビルモン

マンタレイモン
第34話に登場
アーマー体（成熟期相当）・水棲型デジモン・フリー種。
元々海底に住んでいたデジモンで、後から海底に逃れてきたマリンエンジェモンら水中都市の住人をよく思っておらず、度々水中都市を襲撃していた。
アノマロカリモン

マリンデビモン
第35話に登場
完全体・水棲獣人型デジモン・ウィルス種。
ミレニアモンの肉体の黒い欠片から生まれた歪みであり、分身である。テイルモンを再び闇に堕としかけるも、超進化したエンジェウーモンの「ホーリーアロー」に敗れる。
ブレイドクワガーモン
第36話に登場
成熟期・マシーン型デジモン・ウィルス種。
複数体で太一たちを襲撃するが、ブリッツグレイモンの「サンダーバーニア」によって敗れる。
メタリフェクワガーモン
第36話に登場
完全体・昆虫型デジモン・ウィルス種。
ブレイドクワガーモンの親玉。ブリッツグレイモンの「プラズマステーク」によって敗れる。
ゴブリモン
声 - 浅野良介
第37、47、61、67話に登場
成長期・鬼人型デジモン・ウィルス種。
ゴグマモンの手下で、鉱山でゴツモンたちをこき使っていた。第47話では荒野の水源を狙う2つの無法者集団の一員として登場。ガオスモン一派とアタマデカチモン一派それぞれに所属している。
スナリザモン
第37話に登場
成長期・爬虫類型デジモン・ウィルス種。
ゴグマモンの手下で、要塞にやってきた太一たちの前に立ちはだかる。
ゴグマモン
声 - 乃村健次
第37話に登場
完全体・鬼人型デジモン・ウィルス種。
鉱山でゴツモンたちに強制労働をさせ、採掘された鉱石を独占していた。要塞で太一たちを迎え撃ち、ゴーレモンを叩きのめすが、リリモンによってダイヤモンドは噛み砕けない弱点を突かれて「フラウカノン」で植物に覆われ倒される。
トループモン

サラマンダモン
第38話に登場
アーマー体（成熟期相当）・両生類型デジモン・ウィルス種。
メフィスモンの手下で、メフィスモンの下に向かうヤマトたちを足止めしようとする。
メフィスモン
声 - 岩田光央
第38話に登場
完全体・堕天使型デジモン・ウィルス種。
デジモンたちを捕らえてその生命エネルギーを黒い欠片に与え、ミレニアモンを復活させようと企む。ガブモンを捕えて黒い欠片に与えようとするが、ヤマトに助け出され、ワーガルルモン：サジタリウスモードに敗れる。
トロピアモン
第40話に登場
完全体・植物型デジモン・ウィルス種。
手下のフライモンたちと共に空飛ぶジャングルにやって来た侵略者で、食料にするためにジャングルで暮らしていたポームモンたちを捕え、果実に変えていた。メタルグレイモンとガルダモンに敗れる。
オポッサモン
声 - 白石涼子
第41、67話に登場
アーマー体（成熟期相当）・獣型デジモン・フリー種。
デジタルワールドの遊園地「もんモンパーク」の案内人を自称するデジモン。一人称は「あたち」で、笑い方は「キシシ」で、言動はかなり子供っぽい性格。しかし、もんモンパークの客デジモンをもてなす裏では、使役するワルもんざえモンを無敵のデジモンに育てようと企んでおり、客デジモンたちを油断させワルもんざえモンに吸い込ませて養分にしていた。一度はタケルとペガスモンをワルもんざえモンの体内に取り込むが、再び進化したエンジェモンとワーガルルモン：サジタリウスモードによる攻撃でワルもんざえモンを倒され、自身も倒れ込んできたワルもんざえモンの下敷きになったが、第67話（最終話）で無事だったことが判明し、本物のもんざえモンを少し見ながら、細々かつすっかり心を入れ替えて反省して暮らしている模様。
ワルもんざえモン

レアモン

レアレアモン
第42話に登場
完全体・アンデッド型デジモン・ウィルス種。
レアモンが黒い雷の力で進化した姿。メタルグレイモンとアトラーカブテリモンを追い詰めるが、メタルグレイモン：アルタラウスモードのエネルギー砲とガーベモンの「絶対零度砲」の合体攻撃を受けて、全身凍結された。
エントモン
第44話に登場
完全体・植物型デジモン・ウィルス種。
ペタルドラモンを凌ぐ巨体のデジモンで、朽ちた樹木が折り重なり融合した体を持っている。植物を枯らす力を持つ黒い虫の大群を自在に操る。
かつてムーチョモンたちの故郷の森を食べ尽くして滅ぼし、その時からペタルドラモンと幾度となく戦っている。最後の戦いでは、黒い虫の大群を使ってペタルドラモンを選ばれし子供たちから隔離し、ペタルドラモンの体を貫き追い詰めるが、全生命力を賭けたペタルドラモンの捨て身の攻撃を受け、ペタルドラモン諸共緑に覆われ無力化した。
パラサイモン
第45話に登場
究極体・寄生型デジモン・ウィルス種。
他のデジモンに寄生しないと生きられない特殊なデジモン。エネルギーと引き換えに、寄生した宿主の力を極限まで引き出す能力を持つ。デジタルワールドグランプリのチャンピオンの座を守るために力を欲していたマッハモンに付け込んで寄生した。そして、マッハモンの意志とは無関係に競争相手に攻撃を加え、デスレースを仕掛けていた。マッハモンの走りに感化されて競争を挑んできたガルルモンにもマッハモンの意志に反してデスレースを仕掛けるが、進化したメタルガルルモンによってマッハモンから引き剥がされ倒された。
セフィロトモン
第46、49話に登場
ハイブリッド体（完全体相当）・突然変異型デジモン・ヴァリアブル種。
10個の緑色の球体で構成されたデジモン。ミレニアモン復活のため、ベーダモンの指示で様々なデジモンのデータを集め、そのデータを合成して最強の肉体を作り出そうとしている。
データ収集と選ばれし子供たちの始末を兼ねて、太一たちを自身の中に取り込む。体内では太一たちの戦いの記憶を読み取り、過去に戦ったデジモンたちのコピーを無数に生み出して差し向けた。
太一たちと戦った後も様々なデジモンのデータを集めており、第49話にて集めたデータを基にミレニアモンの新たな肉体を合成し、復活のための依り代となった。
ガオスモン
声 - 松山鷹志
第47、64、67話に登場
成長期・爬虫類型デジモン・ウィルス種。
荒野の水源を狙う無法者集団の首領。ミニデカチモンが率いる無法者集団と水源を巡り争っている。自分より先に進化した弟分のティラノモンの頭に座って操っている。ライバルのミニデカチモンや、かつてティラノモンが負傷させたノヘモンに加勢した太一たちとの三つ巴では、ノヘモンが放った矢でティラノモンの火球を撃ち抜かれ、爆発した衝撃で吹き飛ばされ、アタマデカチモンの口に落ちた拍子にミニデカチモン共々誤飲されてしまい、描写は無いものの事態終息後に太一たちに揃って救出された。第64話、第67話（最終話）ではノヘモンやミニデカチモンたちとも共存し暮らしている模様。
ティラノモン

ミニデカチモン
声 - 水田わさび
第47、64、67話に登場
成長期・恐竜型デジモン・データ種。
荒野の水源を狙う無法者集団の首領。ガオスモンが率いる無法者集団と水源を巡り争っている。アタマデカチモンの口の中で守られている。何も知らずに訪れたゴマモンを拉致するが、アグモンに救出され、追いかけた先でライバルのガオスモンたちや、ノヘモンに加勢した丈たちとの抗争が勃発し、イッカクモンと対峙するも、ティラノモンの火球が誤爆した拍子に吹き飛ばされてきたガオスモンがぶつかり、揃ってアタマデカチモンに誤飲され、描写は無いものの事態終息後に太一たちに救出されていた。第64話、第67話（最終話）ではノヘモンやガオスモンたちとも共存し暮らしている模様。
アタマデカチモン
声 - 水田わさび
第47、64、67話に登場
成熟期・恐竜型デジモン・データ種。
ミニデカチモンを守っている、頭が大きい恐竜のようなデジモン。
ムゲンドラモン

グリフォモン
第49話に登場
究極体・幻獣型デジモン・データ種。
セフィロトモンが合成したミレニアモンの肉体の一部から生まれたデジモン。ミレニアモン復活を阻止しようとするヤマトたちの前に立ちはだかるが、メタルガルルモンに倒された。
ベーダモン

ミレニアモン
声 - ボルケーノ太田
第30（回想）、49、50話に登場
究極体・合成型デジモン・ウィルス種。
闇が生み出した最終兵器と呼ばれるデジモンで、古の光と闇の戦いで破壊の限りを尽くした。
ヴァロドゥルモンら聖なるデジモンたちと6体の究極体の戦士たちによって倒され、肉体は黒い欠片となって無限大陸に降り注いだ。
古の戦いの時は「ズィードミレニアモン」（究極体・邪神型デジモン・ウィルス種）を踏襲した容姿だったが、聖なるデジモンたちに倒され肉体が散った後は「ムーンミレニアモン」（究極体・邪神型デジモン・ウィルス種）を模した姿になり、復活の期を伺っていた。また、第33話でダークナイトモンの体内にも分身体と思われる存在が確認されたが、ウォーグレイモンの「ドラモンキラー」に切り裂かれ消滅している。
第49話にてセフィロトモンによって生み出された肉体を依り代に、クラウド大陸に封じ込められていた暗黒の瘴気を吸収して復活する。復活後はキメラモンとムゲンドラモンを合成した「ミレニアモン」の姿をしている。ウォーグレイモンがゴマ粒に見えるほど巨大で、太一とウォーグレイモン以外の全員を黒い球体に閉じ込めて噛み砕こうとし、圧倒的な力でウォーグレイモンを圧倒したが、続く第50話にて太一たちが決して勝利を諦めなかったことで、パタモンとテイルモンが聖なる力でゴッドドラモンとホーリードラモンに究極進化し、2体の合体攻撃を受けて倒れるが、それでもまだ消滅しておらず、さらに巨大な「ズィードミレニアモン」（光子郎曰く「解析不能」だという）の姿へと変化し、デジタルワールドそのものを破壊しようするが、太一たちのもとにデジタルワールド中から希望の光が集まり、その光の力を結集したウォーグレイモンの超特大の「ガイアフォース」とゴッドドラモンとホーリードラモンの攻撃を同時に受け、完全に消滅した。

### 敵デジモン（紋章の謎編）
ば〜ぷモン
声 - 堀越真己
第51話に登場
世代・属性は共に不明。突然変異型デジモン。
サウンドバードモンに操られる形で突然情報の樹に降ってきた。データを吸い込むと巨大化する性質を持つ。
グレイモンたち成熟期6体の攻撃を吸い込み、果てはガルダモンまで吸い込みかけるが、情報の樹に溜まっていたクズデータを喰わされパンクし倒された。
カブキモン
声 - 遠近孝一
第53、60、64、67話に登場
アーマー体（成熟期・完全体相当）・突然変異型デジモン・フリー種。
トノサマゲコモンの手下で、彼と共に温泉を独占していた。戦いに敗北した後は改心し、皆と共に温泉を分かちあった。
ゲコモン

トノサマゲコモン

ギロモン
第54話に登場
完全体・マシーン型デジモン・ワクチン種。
一度はリベリモンに敗れ、ボアモンたちを連れて再度襲い掛かるが、リベリモンと太一たちに撃退された。
ボアモン
第54話に登場
アーマー体（成熟期相当）・哺乳類型デジモン・フリー種。
ギロモンの手下たち。
ボルトモン
声 - 松山鷹志
第54話に登場
究極体・サイボーグ型デジモン・データ種。
かつてリベリモンを打ち負かした強力なサイボーグデジモン。再びリベリモンの前に現れ、彼を圧倒するも、キュートモンを守るためにそれまでと比較にならない力を発揮したリベリモンに敗れた。
マメモン

ビッグマメモン

バンチョーマメモン
声 - 石川英郎
第55、60、64、67話に登場
究極体・突然変異型デジモン・データ種。
デジモン学校の元生徒。究極体に進化できたが、その進化と強さを校長のババモンに認めてもらえず、グレて学校を出て行った。その後、ババモンへのお礼参りのために、マメモンやビッグマメモンたちを連れて再び学校に姿を現す。ババモンと互角に戦い追い詰めるも、途中で参加したリリモンに邪魔をされても追い詰めたが究極体に進化したロゼモンに押し返される。その後、ミミから何が足りないかを説教された後に和解して、再び生徒に戻った模様である。第60話ではブリンプモンに乗っての校外学習に参加し、たまたま合流した丈一行にいたトノサマゲコモンを「ヘンテコ」呼ばわりして喧嘩になりかけるもパルモンに嗜められる。また、襲ってきたオレーグモンとの戦いでは、マメモンたちの情報網から集めた知識でミミをサポートした。第64話ではネガーモンによる破滅が迫る中、各地のデジモンとして姿を見せた。第67話（最終話）では無事卒業することができ、涙を流していた。
声があったのは第55話、第60話のみ。
ザンバモン
第56話に登場
究極体・魔人型デジモン・ウィルス種。
デジモンたちの里を次々と襲い滅ぼしている凶悪なデジモン。大昔の合戦で軍隊を率いていた将軍だったが、相手軍を率いていた黄金の剣士との一騎打ちに敗れる。所持していた刀が怨念の化身として残るも、黄金の剣士が自らの魂をもってその刀を封印していた。原因は不明ながら封印が解けて怨念が復活し、デジモンたちの里を襲うようになる。怨念であるため夜間にしか現れず、いかなる攻撃もすり抜けてしまい通用しない。ワーガルルモンが黄金の剣士の剣から力を得て究極進化したクーレスガルルモンに倒された。
ソウルモン
声 - 角倉英里子
第58話に登場
成熟期・ゴースト型デジモン・ウィルス種。
数えきれないほど無数におり、ペタルドラモンの森の中でデジタマを襲っていた。
スカルバルキモン
第58話に登場
完全体・アンデッド型デジモン・データ種。
ソウルモンたちの親玉的存在で、ペタルドラモンの森で強力な冷気を発し、デジタマを狙って暴れ回っていた。エンジェウーモンの攻撃をものともせず追い詰めるほどの戦闘力を持つが、エンジェウーモンに倒された。
バルキモン
第58話に登場。
成熟期・聖獣型デジモン・データ種。
スカルバルキモンの進化前の姿。倒される直後に幻影として現れた。
グランクワガーモン
第59話に登場
究極体・昆虫型デジモン・ウィルス種。
サウンドバードモンに操られたナノモンが刺客として放ったデジモンで、人質のホエーモンを狙っていた。光子郎とアトラーカブテリモンを追い詰めるが、究極進化したヘラクルカブテリモンに敗れる（ただし、倒されても生存しており、ナノモンと同様に操られていた可能性が高い）。
オレーグモン
声 - 塩屋浩三
第60、64、67話に登場
究極体・海獣型デジモン・ワクチン種。
海賊将軍と呼ばれ（『クロスウォーズ』第2期第9話（通算第39話）の次回予告（第10話（通算第40話）予告）後の提供時の煽り文でも呼ばれている）、海賊船を所有している（『クロスウォーズ』の個体が所有していた「金賊号」と酷似しており、本作品では砲撃武装が追加された）。一人称は「俺」または「俺様」。仲間を安全な場所に連れて行くため、物資を積み込み出航するも川に迷い込んでしまい、通りかかった丈たちに戦いを挑むがヴァイクモンに敗れるも（その際に武器であるデュアルトマホークを破壊されている）、その後は和解し、安全な場所へ連れて行ってもらった。それ以降は善良なデジモンとして登場し、第64話ではネガーモンによる破滅が迫る中、各地のデジモンとして姿を見せた。第67話（最終話）では相変わらず海賊を続けており、トノサマゲコモンと乾杯し飲んでいた。
声があったのは第60話のみ。
得意技は「デュアルトマホークブーメラン」（『クロスウォーズ』とは違い、連結して使用することは無かった）。ただし、『クロスウォーズ』で使用した必殺技である「バイキングヴュッフェ」、「ドリームカムズトゥルー」（魔人のスルトを使用して発動する技）、公式設定での必殺技である「エイジオブディスカバリー」（魔人のヨルムンガンドを使用して発動する技）は未使用（ただし、「バイキングヴュッフェ」はBlu-ray＆DVD-BOX第5巻のブックレットで記載されている）。
『クロスウォーズ』の個体と同じく仲間思いの性格である（初登場時は主人公である工藤タイキたちと敵対し倒され消滅したが、最初の復活時に悪党をやめると同時に改心しタイキたちの味方になり共闘するも、グランドジェネラモンの攻撃を受け致命傷を負い、勝利後に再び消滅したが、再度復活を果たした）。また、『クロスウォーズ』の初登場時で見せたコミカルな一面は見せなかったが、元から備えていた仲間思いや陽気かつ豪快な性格が強調された。
公式設定および『クロスウォーズ』では両肩の宝箱に収められている影である魔人のスルト（左肩に入っている）とヨルムンガンド（右肩に入っている）を召喚するが、本作品では行わなかった。
データ放送の図鑑では「「ビッグデスターズ」金賊軍団将軍で全身を鋼鉄の鎧で覆われた超重量級デジモン。水棲型や海獣型のデジモンらとともに暴虐・略奪の限りを尽くす軍団で、海を渡り行く先々で金目の物を強奪し集めた財宝はすべてオレーグモンの食料となり、食べるほどに鎧は強固さを増してゆく」と記載された。Blu-ray&DVD-BOX第5巻のブックレットでは「全身を鋼鉄の鎧で覆われた超重量級デジモン。超重量双斧“デュアルトマホーク”を軽々と振り回し、「デュアルトマホークブーメラン」で簡単に投げ飛ばす。垂直に何度も振り下ろす「バイキングヴュッフェ」を受ければ敵はあっという間に微塵切りとなってしまう」と記載された。
ガワッパモン
声 - 佐藤悠雅、川口桜、寺崎千波也
第60、64、67話に登場
成熟期・サイボーグ型デジモン・データ種。
オレーグモン率いる海賊集団の一員。
ハンギョモン

### その他のデジモン（『:』）
ブラキモン
声 - ボルケーノ太田
第3、4話に登場
完全体・首長竜型デジモン・データ種。
デジタルワールドの湖を泳いでいた。
サンダーバーモン
第4話に登場
アーマー体（成熟期相当）・巨鳥型デジモン・データ種。
デジタルワールドの空中を飛行していた。
ププモン
第4話に登場。
幼年期I・スライム型デジモン。
デジタルワールドの陸を浮遊していた。
ステゴモン
第4話に登場
アーマー体（成熟期相当）・剣竜型デジモン・フリー種。
デジタルワールドの陸を歩いていた。
ホエーモン

ティロモン
第5話に登場
アーマー体（成熟期・完全体相当）・海竜型デジモン・ワクチン種。
サウンドバードモンに操られホエーモンの体内にいた光子郎とテントモンを襲撃するが、サウンドバードモンがカブテリモンに倒され正気に戻った。
ブギーモン
第5話に登場
成熟期・魔人型デジモン・ウィルス種。
ヴァロドゥルモンによって見せられた立体映像に映された闇の勢力の戦闘員としてシルエットで登場。
タネモン
第6、55、60話に登場
幼年期II・球根型デジモン。
ミミの王国にいたパルモンの仲間たち。第55話ではババモンのデジモン学校に入学しており、3体が成長期のララモンに進化している。
ララモン
声 - 祖山桃子
第55、60、67話に登場
成長期・植物型デジモン・データ種。
タネモンが進化した姿。
ネーモン
声 - 菊池正美
第11、62、67話に登場
成長期・獣型デジモン・データ種。
砂漠に住むデジモンの長老。
『フロンティア』の個体とは別個体で、声優は同じだが声質は異なり、のんびりした性格はあまり見られず、真面目な性格をしている。
キャロモン
声 - 白石涼子
第11、62話に登場
幼年期II・レッサー型デジモン。
ネーモンの仲間。
ベアモン
第11、62話に登場
成長期・獣型デジモン・ワクチン種。
ネーモンの仲間。
ラブラモン
第11、62話に登場
成長期・獣型デジモン・ワクチン種。
ネーモンの仲間。
ガードロモン

ファンビーモン
声 - 釘宮理恵、角倉英里子、厚地彩花
第13、62話に登場
成長期・昆虫型デジモン・ウィルス種。
キャノンビーモンに捕まった仲間から逃げ切れたうちの一体。第13話では空たちに仲間たちを助けてほしいと頼む。第62話では同じようにして助けられたポームモンや、ネーモンやジャンクモンとも合流し、村を開拓していた。
エルドラディモン
第21、22、25 - 27、61、67話に登場
究極体・突然変異型デジモン・データ種。
タケルの希望の紋章の力で解放され、姿を現した。背中にある城がデビモンのアジトとなっており、額が入り口となっている。
クラウド大陸に瘴気の沼が多数生じてその瘴気に汚染されて弱まり、デビモンに利用されてしまう。浮遊大陸であるクラウド大陸から太一たちと共に落下するが、彼らとレオモンたちの協力で海に無事着水する。
しばらくはレオモンたちと行動を共にしていたが、第61話でクラウド大陸に対する郷愁の念は断ちがたくて何としても戻ろうとし、タケルたちとグラビモンの協力で帰還に成功する。
デッカードラモン
第28、32、64話に登場
成熟期・サイボーグ型デジモン・ウィルス種。
第28話では光子郎とテントモンの前に現れ、上空にいるサイバードラモンの大群を「デッカードランチャー」で攻撃し、撃墜した少数を捕食した。第32話ではタンクモンの大群から集中砲火を受けるも、無傷とばかりに黙って浴び続けていた。第64話ではネガーモンによる破滅が迫る中、各地のデジモンとして姿を見せた。
『クロスウォーズ』での声優は矢田耕司で、本編では当初はフォレストゾーンの守護神だったが、後に蒼沼キリハ率いるブルーフレアの一員になっている。
サイバードラモン
第28話に登場
完全体・エイリアン型デジモン・ワクチン種。姿は『クロスウォーズ』版の個体である。
光子郎とテントモンの前に大群で現れるも、地上にいるデッカードラモンの「デッカードランチャー」で攻撃され、撃墜した少数が捕食される。
『クロスウォーズ』での声優は草尾毅で、本編では蒼沼キリハ率いるブルーフレアの一員になっている。
ゴーレモン
声 - ボルケーノ太田
第28、32、33、37、64、67話に登場
成熟期・岩石型デジモン・ウィルス種。
第28話ではミミとパルモンの前に現れる。二人を追いかけるために崖を登ろうとするが失敗した。第32話ではトゲモンと戦っていた。第33話にて、自分に勝ったトゲモンを称賛し、ゴツモンたちに胴上げされるミミとトゲモンの上から宝石を振りまいているほどすっかり仲良しになっている。第37話ではゴツモンたちと共にミミの会社の社員になっている。また、ミミたちと共に要塞でゴグマモンに立ち向かった。この時は初めて喋ったが、オーガモンを思わせるカタコトだった。第64話ではネガーモンによる破滅が迫る中、各地のデジモンとしてゴツモンたちと共に姿を見せた。また、ゲーム『デジモンワールド』で初登場したデザインの方も、サウンドバードモンがデータのカスから生み出した傀儡として登場した。
ナニモン

ウッドモン

バドモン
第29 - 31、39話に登場
幼年期II・植物型デジモン。
ウッドモンやロップモンと共に森で静かに生活している。複数体いるが、うち1体がタンクドラモンの攻撃によって消滅したが、残った個体はタンクドラモンに向かってトゲを放ち、メタルグレイモンを援護した。
ゴツモン

ブロッサモン

コクワモン
第33、61話に登場
成長期・マシーン型デジモン・データ種。
群れで飛行していた。
マリンエンジェモン
声 - ゆかな
第34話に登場
究極体・妖精型デジモン・ワクチン種。
水棲デジモンたちが暮らす水中都市の主。首にホーリーリングを付けており、テイルモンのホーリーリングを見て太一たちが襲撃者ではないと気付き、非礼を詫びて太一たちをもてなした。
その正体はかつて古の光と闇の戦いの時、海底に逃れてきたデジモンの末裔である。
マンボモン
声 - 高塚正也
第34話に登場
アーマー体・突然変異型デジモン・フリー種。
マリンエンジェモンの指示で襲撃者に立ち向かう水中都市の兵士で複数体いる。水中都市に落ちて来た太一たちを襲撃者と誤認し、襲い掛かってきた。
チャップモン、シャコモン、サンゴモン、スイムモン、シーホモン、ダイペンモン
第34話に登場
チャップモンは幼年期II・レッサー型デジモン。シャコモン、サンゴモン、スイムモンは成長期。シャコモンは甲殻類型デジモン・ウィルス種。サンゴモンは軟体型デジモン・データ種。スイムモンは熱帯魚型デジモン・ワクチン種。シーホモンはアーマー体（成熟期・完全体相当）・水棲型デジモン・フリー種。ダイペンモンはハイブリッド体（完全体相当）・サイボーグ型デジモン・ヴァリアブル種。
水中都市の住人たち。
ギザモン

エレキモン（紫）
第38話に登場
成長期・哺乳類型デジモン・ウィルス種。
ガブモンと共に捕らわれていた2体はメフィスモンの呪文によってミレニアモンの黒い欠片に吸収された。
チビックモン
第38、61、67話に登場
幼年期II・スライム型デジモン。
第38話ではメフィスモンの攻撃から逃げていた。第61話ではミレニアモンの破壊によって行き場を失くした難民デジモンとして登場。第67話（最終話）では5体登場し、3体はレオモンの話を聞いており、もう2体はストラビモンの仲間の墓参りに来ていた。
『クロスウォーズ』では主人公である工藤タイキ率いるクロスハートの一員になっている。
バーガモン
声 - 齋藤彩夏
第39、64、67話に登場
成長期・食物型デジモン・ワクチン種。
ハンバーガー店を経営しており、腕によりをかけたハンバーガーやポテトをデジモンたちに振る舞う。ハンバーガーはデジモンたちに大人気だが、ポテトはあまり好まれていないため、ポテトの提供をやめようと考えている。
ポテモン
声 - くまいもとこ
第39話に登場
成熟期・食物型デジモン・ワクチン種。
バーガモンのお店の客。フライドポテトが大好きなデジモンで、同じポテト好きの丈と意気投合し「ポテ友」となる。しかし、他のデジモンたちにはポテトはあまり好まれず、そのためにポテトの販売をやめることを聞き落胆し、その悲しみからジャガモンへと進化してオアシスを襲うが、丈の作戦でルナモンの泡でポテトを無効化され、最後はエンジェウーモンの「ホーリーアロー」で強化されたズドモンのトールハンマーを叩きつけられた後、丈の説得により怒りが収まる。そして、自身が生産したポテトでフライドポテトの存続と同時に、ポテトサラダやハッシュドポテトなどの新メニューを作ることになったため事態は収束し、太一たちを見送った。
ジャガモン

とりからボールモン
第39、67話に登場
幼年期II・食物型デジモン。
バーガモンの仲間。第67話（最終話）では別個体が登場し、アルボルモンの上に乗っていた。
クネモン
第39、67話に登場
成長期・幼虫型デジモン・ウィルス種。
バーガモンのお店のウエイターで、デジモンたちにハンバーガーやポテトの提供を行っていた。
ムーチョモン、カメモン
第39、61、67話に登場
全て成長期・データ種。ムーチョモンは鳥型デジモン。カメモンはサイボーグ型デジモン。
バーガモンのお店の客でハンバーガーに舌鼓を打っていた。
第44、58話にムーチョモンの別個体（声 - 広橋涼）が登場。故郷の森をエントモンに喰い尽くされ、プワモンと共にペタルドラモンの森で暮らしていた。第58話ではペタルドラモンの周囲に生い茂った森で暮らしており、森の中で発生した多数のデジタマを保護していた。
ルナモン
声 - 今野宏美
第39、67話に登場
成長期・哺乳類型デジモン・データ種。
デジタルワールドのオアシスであるサービスエリアの洗車係で、ロップイヤーリップルで出したシャボンで移動用デジモンの洗車をしていた。このシャボンはかなり柔らかく、衝撃をかなり抑えてくれる。後にこのシャボンが爆発物をも不発にすることが判明し、暴走したジャガモンの飛ばすジャガイモを止めた。第67話（最終話）ではバーガモンのハンバーガー店に来ていた。
プスリモン
第39、67話に登場
幼年期II・レッサー型デジモン。
第39話ではジャガモンの攻撃から逃げているところをヤマトとガルルモンに助けられた。第67話（最終話）ではバーガモンのハンバーガー店に来ていた。
このデジモンはスマートフォンのアプリゲーム『デジモンリアライズ』で初登場し、種田梨沙が声を担当している。
ブリンプモン
第39、60、67話に登場
成熟期・マシーン型デジモン・データ種。
第39話では洗車場で洗車してもらっていた。
ポームモン
声 - 伊藤かな恵、川口桜、羽田茉夏
第40、62話に登場
成長期・植物型デジモン・データ種。
空飛ぶジャングルで群れで暮らしているが、飛ぶのは苦手。ほとんどがトロピアモンに囚われ果実に変えられていた。
シャオモン、フリモン、プロロモン
声 - 不明（3体共）
第41、67話に登場
全て幼年期II。シャオモン、フリモンはレッサー型デジモン。プロロモンは幼虫型デジモン。
デジタルワールドの遊園地「もんモンパーク」で遊んでいた客たち。オポッサモンの罠でワルもんざえモンの体内に取り込まれ、生命力を吸い取られていた。シャオモンの一体が辛くも取り込まれるのを逃れ、倒れていたところをタケルに助けられた。希望を失わず諦めずに立ち向かうタケルとパタモンの姿を見て立ち上がり、光の泡でエンジェモンを援護した。
ガーベモン

チューモン

サーチモン
第42話に登場
アーマー体（成熟期相当）・昆虫型デジモン・フリー種。
光子郎の力（知識の紋章の影響）でチューモンが進化した姿。
エテモン

ボルケーモン
声 - ボルケーノ太田
第43、67話に登場
完全体・サイボーグ型デジモン・データ種。
エテモンのライバルで、森の中でキング・オブ・デジモンの座を賭けてエテモンと争っていた。選ばれし子供たちを倒せばキング・オブ・デジモンになれると考えて太一たちを襲うが、エテモン共々ポンチョモンに敗北し、さらなる修行を誓う。第67話（最終話）ではエテモンと共にタンクモンに乗り、リベリモンとマッハモンの隣を走っていた。
ガジモン

ペタルドラモン
第44話に登場
ハイブリッド体（完全体相当）・植物型デジモン・ヴァリアブル種。
古の偉大な力を宿していると言われている伝説のデジモンで、背中に広大な森を背負っているため「生きた森」とも呼ばれる。ムーチョモンたちの故郷の森を滅ぼしたエントモンに怒り、以降エントモンを追い続けている。度重なるエントモンとの戦いで満身創痍であり、エントモンの刺客の黒い虫たちの攻撃で、背中の森のところどころが枯れている。
黒い虫に襲われたヒカリを助けたことで、ヒカリと心を通わせる。エントモンが現れると最後の戦いを挑み、エンジェウーモンの助力を受けて、自らの身を犠牲にし全ての力を持ってエントモンを倒した。
第58話では活動を停止したペタルドラモンの周囲に広大な森が生い茂っており、その森は多数のデジタマを育む土地となっている。
その後、第67話（最終話）でアルボルモンに転生したと思われる。
プワモン
第44、58、67話に登場
幼年期I・雛鳥型デジモン。
ムーチョモンと共にペタルドラモンの背中の森で暮らしている。
マッハモン
声 - 檜山修之
第45、67話に登場
成熟期・サイボーグ型デジモン・ワクチン種。
バイク型のデジモンで、かつては最速を競うデジタルワールドグランプリで優勝を重ねたチャンピオンだった。グランプリが開かれなくなってからも、会場のサーキットで長い間一人走り続けていた。
自らの速さを極限まで高めてチャンピオンの座を守るため、パラサイモンを受け入れたが、それで偽りのチャンピオンとなったことで仲間を失い、耐えがたい孤独に苛まれていた。自らの走りに感化されたというガルルモンと出会い、競争することになるが、パラサイモンに操られ自らの意志に反してデスレースを仕掛けてしまう。これ以上の孤独には耐えられないと死を望むが、メタルガルルモンにパラサイモンを倒され、命を救われた。第67話（最終話）ではリベリモンと共に走っていた。
ドーベルモン、シマユニモン、ライノモン
第45話に登場
ドーベルモン、シマユニモンは成熟期・ワクチン種。ライノモンはアーマー体。ドーベルモンは魔獣型デジモン。シマユニモンは幻獣型デジモン。ライノモンは哺乳類型デジモン・フリー種。
最速の称号を求め競う祭典「デジタルワールドグランプリ」の回想シーンにて登場。
ノヘモン
声 - 田中秀幸
第47、64、67話に登場
アーマー体（成熟期相当）・パペット型デジモン・フリー種。
右腕のカラスが本体であり、超能力で案山子のような身体を操っている。荒野で井戸と幼年期のデジモンたちを守っており、黒い稲妻により井戸が水道に変貌して以降も水源の番人を務めている。
弓矢による攻撃を得意とするが、かつて水源の独占を狙う2つの無法者集団に挑んで破れ、腕を負傷している。太一とアグモンと共に再び荒れくれ者たちに戦いを挑む。ガオスモンに攫われた丈を助けようとする太一を手助けし、勃発したガオスモンとミニデカチモンの抗争の中、因縁の相手であるティラノモンに一矢報いる。全てが解決した後はティラノモンに気に入られ、新たな兄貴分となった。その後はガオスモンやミニデカチモンたちと和解したようで、第67話（最終話）では水飲み場でみんな仲良く暮らしている。
プスモン
第47、67話に登場
幼年期I・スライム型デジモン。
第47話ではノヘモンの回想シーンにて登場。第67話（最終話）ではノヘモンとガオスモンとミニデカチモンたちと水飲み場でみんな仲良く暮らしている。
ワイズモン
声 - 速水奨
第51、64、67話に登場
完全体・魔人型デジモン・ウィルス種。
情報の樹の住人であり、ガーベモンの新たな仲間。一人称は「私」で、「我が知識の喜び」が口癖（この時はしばしば目が笑う）。訪れた太一たちに紋章について教え、ミレニアモンに次ぐ新たな黒幕の存在を伝えた。
情報の樹（イグドラシルと似ている）の入口はエンシェントワイズモンの形をした門になっている。また、今回のワイズモンは『クロスウォーズ』やゲーム『デジモンストーリー』シリーズに出てきた時と比べてやたらサイズが小さいのが特徴。
エカキモン
第51話に登場
成長期・突然変異型デジモン・データ種。
情報の大樹の住民（スタッフ）として多数登場。
チューチューモン
第51話に登場
成長期・獣型デジモン・ウィルス種。
情報の大樹の住民（スタッフ）として2体登場。
ジャンクモン
声 - 山口勝平
第52、53、62話に登場
成長期・パペット型デジモン・ウィルス種。
火山のある島に住むデジモンたちのリーダーで、彼らを「チビたち」と呼んでいる。一人称は「俺っち」のチンピラ口調だが、仲間の安全を第一に考え、仕事に慣れたアグモンたちを褒めたり、怪我をした部下を助けにいく工事現場監督の鑑。挨拶も「ご安全に」。何かと安全第一を優先とする。
ピヨモンと喧嘩した空を説得し、仲間との信頼関係について語る。その後、火山が大噴火して怪我を負うも、空とバードラモンに助けられ、究極進化したホウオウモンの力で傷が回復する。その後、養生のために丈たちが向かっていると思われる温泉へ案内し、続く第53話ではその温泉でトノサマゲコモンにゴマモンを奪われて吹き飛ばされた丈たちを助け、一緒に向かっていた太一、救出したナニモンやブロッサモンに協力工事現場での経験を活かしてダミーの温泉作りに貢献した。第62話では過去に空が助けたネーモン、ファンビーモン、ポームモンたちと合流し、村の開拓に勤しんだ。
マッシュモン

ドンドコモン
第53、60、67話に登場
成長期・楽器型デジモン・ワクチン種。
トノサマゲコモンの部下として多数登場。
『クロスウォーズ』での声優は櫻井孝宏で、本編では主人公である工藤タイキ率いるクロスハートの一員になっている。
リベリモン
声 - 江川央生
第54、64、67話に登場
完全体・サイボーグ型デジモン・ウィルス種。
かつてボルトモンに敗れ、それ以来戦いに明け暮れているデジモン。ボルトモンと再び対峙してピンチに陥るが、太一やアグモンの言葉で大切なものを守るための戦いに目覚め、キュートモンを守るためにこれまで以上の力を発揮してボルトモンを破る。かつてのオーガモンが転生し、進化した個体かどうかは不明となっている。第64話ではネガーモンによる破滅が迫る中、各地のデジモンとして姿を見せた。第67話（最終話）では元の進化前であるマッハモンと共に走っており、隣ではタンクモンに乗ったエテモンとボルケーモン、キウイモンに乗りエテモンのコスプレをしたガジモンも走っていた。
キュートモン
声 - 桑島法子
第54話に登場
成長期・妖精型デジモン・ワクチン種。
リベリモンに寄り添い、彼の身を案じている。他者の傷を癒す力を持つ。
『クロスウォーズ』では主人公である工藤タイキ率いるクロスハートの一員になっており、こちらではドルルモンに寄り添っている。一人称も「ボク」で「キュ」という台詞はあるが、本作品ではほぼ標準語である。
ババモン
声 - 尾小平志津香
第55、67話に登場
究極体・エンシェント型デジモン・ワクチン種。
デジモン学校の校長。生徒たちが強く・正しく・美しく進化できるよう、厳しく指導している。かつて教え子のバンチョーマメモンがグレて学校を出て行ったことがあり、それ以来、同様の生徒が出ないように厳しい指導をするようになった。戦闘力は高く、同じ究極体のバンチョーマメモン相手でも互角に渡り合える。第67話（最終話）ではバンチョーマメモンに卒業証書を渡した。
ジジモン
声 - 木村雅史
第55、67話に登場
究極体・エンシェント型デジモン・ワクチン種。
ババモンや生徒たちを陰で見守っている。ビッグマメモンを難なく倒すほどに戦闘力は高い。第67話（最終話）ではバンチョーマメモンの卒業式に参加した。
ストラビモン
声 - 神谷浩史
第56、67話に登場
ハイブリッド体（成長期相当）・獣人型デジモン・ヴァリアブル種。
ザンバモンに里を滅ぼされており、同様に里を滅ぼされたデジモンたちと寄り添い、彼らを守っている。ザンバモンに倒されそうだったところをヤマトとガルルモンに助けられて以降はザンバモン打倒のため協力する。第67話（最終話）では仲間の墓参りに来ていた。
ハヌモン、グリズモン
声 - 田邊幸輔（ハヌモン）、ボルケーノ太田（グリズモン）
第56話に登場
全て成熟期・ワクチン種。ハヌモンは獣人型デジモン。グリズモンは獣型デジモン。
ストラビモンと共に里を滅ぼされたデジモンたちをザンバモンから守っていたが、彼に倒された。
レアピックモン
第56、64、67話（最終話）に登場
ストラビモンの里の住民。第67話（最終話）では2体登場し、1体はレオモンの話を聞いており、もう1体はストラビモンの仲間の墓参りに来ていた。
『クロスウォーズ』では主人公である工藤タイキ率いるクロスハートの一員になっている。また、『クロスウォーズ』では1体しか登場しなかったのに対し、本作品では2体登場している。
モニモン
第56、67話に登場
幼年期II・ブラウン型デジモン。
ストラビモンの里の住民。第67話（最終話）ではストラビモンの仲間の墓参りに来ていた。
『クロスウォーズ』では元トワイライトのジェネラルであった天野ネネの仲間になっており、後に彼女と他のメンバーと共に主人公である工藤タイキ率いるクロスハートに加入した。
モジャモン

ハニービーモン
第57話に登場
アーマー体（成熟期相当）・昆虫型デジモン・フリー種。
蜜蜂のような姿をしたデジモン。ワイズモンの研究仲間。
ニョキモン
声 - 角倉英里子
第58、67話に登場
幼年期I・種子型デジモン。
ペタルドラモンの森にあったデジタマの一つから誕生したデジモン。デジタマの時にソウルモンの被害に遭ったため、他の元気に動くデジタマと違い、全く動きが無かった。しかしヒカリに守られ、彼女とエンジェウーモンがピンチに陥った時に孵化し、誕生後は母親と思っているのか、ヒカリにとても懐いている。第67話（最終話）ではアルボルモンの上に乗っていた。
ナノモン

グラビモン
声 - 中原茂
第61、64話に登場
完全体・種族不明のデジモン・ウィルス種。
ミレニアモンの破壊によって行き場を失くした難民デジモンの一体。一人称は「私」。ひねくれ者でレオモンに協力を求められても応じなかったが、懸命にクラウド大陸に戻ろうとするエルドラディモンを手伝うタケルとパタモンの姿を見て最終的に協力する。実は他の難民デジモンと同様に、故郷を失い忘れることもできずに苦しんでいた。第64話ではネガーモンによる破滅が迫る中、各地のデジモンとして姿を見せた。
声があったのは第61話のみ。
得意技は「オクタグラビティ」（『クロスウォーズ』とは違い、重力を操る描写になっている）。ただし、『クロスウォーズ』で使用した必殺技である「ハイグラビティープレッシャー」と「グラビティー・バン」は未使用だが、第61話終了後のミニコーナーである『デジモン大図鑑』では表記されている。
本作品では敵として描かれた『クロスウォーズ』の個体とは違い、善良なデジモンとして描かれた。
データ放送の図鑑では「「ビッグデスターズ」土神軍団将軍。重力を自在に操る能力を持ち、その能力と大局を見渡せる知謀を持って戦況を思うがままにコントロールする策士。その計略の見事さは「知謀、湧くが如し」と言われるほどで、定石、奇策を織り交ぜて敵軍を翻弄する」と記載された。Blu-ray&DVD-BOX 第5巻のブックレットでは「重力を自在に操る能力を持ち、その能力と大局を見渡せる知謀を持って戦況を思うがままにコントロールする策士である。戦場では8本の触手で重力を操る「オクタグラビティ」で敵を軽くも重くもでき、戦局によって敵重力をコントロールする」と記載された。
カラツキヌメモン
声 - 堀越真己
第61、67話に登場
成熟期・甲殻類型デジモン・ウィルス種。
ミレニアモンの破壊によって行き場を失くした難民デジモンの一体。
エレキモン

もんざえモン

ドラコモン、ドクネモン、ペンモン、ザッソーモン、スターモン、ニセドリモゲモン、アイスモン、サンフラウモン、スカモン、ツチダルモン、トリケラモン、スワンモン、トーカンモン、ハーピモン、ピピスモン
声 - 厚地彩花、吉村那奈美、田中啓太郎
第61、64話に登場
ミレニアモンの破壊によって行き場を失くした難民デジモンたち。第61話ではエルドラディモンのクラウド大陸帰還に協力した。第64話ではネガーモンによる破滅が迫る中、各地のデジモンとして姿を見せた。
シャッコウモン
第62、67話に登場
完全体・突然変異型デジモン・フリー種。
古代デジタルワールドに降臨した天使のような姿をしたデジモン。遮光器型土偶のような外見をしている。
過去の戦いでキュピモンやプットモンを必死に守ろうとするが、傷を負うばかりだったため、大切に思ってくれるキュピモンたちにより封印された。大木の根の下の遺跡に封印されていたため、根を引き抜いたことで覚醒し、その場所とキュピモンたちを守るための戦いが続いていると錯覚し、無差別に攻撃を繰り広げる。しかし、キュピモンたちが既に滅びたことを知り号泣する。
キュピモン
声 - 菊池こころ
第62話に登場
幼年期II・小天使型デジモン。
シャッコウモンが自分たちを守るために傷つくばかりの状況に心を痛め、また多勢に無勢で自分たちの滅びが確実だと悟ったため、プットモンたちと共にシャッコウモンが平和な時代に目覚めることを祈り封印した。
プットモン
第62話に登場
幼年期I・小天使型デジモン。
ヴァルキリモン
声 - 夏樹リオ
第63話に登場
究極体・戦士型デジモン・ワクチン種。
光に包まれた姿で登場。黄金の鳥「フレイア」を連れている。
ガイオウモン
第63話に登場
究極体・竜人型デジモン・ウィルス種。
過去の戦いの回想にてシルエットの状態で登場。ギガスモンと戦っている。
ギガスモン
第63話に登場
ハイブリッド体（完全体相当）・鉱物型デジモン・ヴァリアブル種。
過去の戦いの回想にてシルエットの状態で登場。ガイオウモンと戦っている。
ガルフモン
第63話に登場
究極体・魔獣型デジモン・ウィルス種。
過去の戦いの回想にてシルエットの状態で登場。
トレイルモン
第64話に登場
成熟期・マシーン型デジモン・データ種。
情報の樹に戻る途中で、偶然すれ違った状態で登場。
ユキミボタモン
声 - 野沢雅子
第67話（最終話）に登場
幼年期I・スライム型デジモン。
2体登場し、レオモンの話を聞いていた。
ファスコモン
声 - 風間勇刀
第67話（最終話）に登場
成長期・魔獣型デジモン・ウィルス種。
ワイズモンから選ばれし子供たちの話を聞いたデジモンたちの1体。
アルボルモン
第67話（最終話）に登場
ハイブリッド体（成熟期相当）・サイボーグ型デジモン・ヴァリアブル種。
ペタルドラモンの森で幼年期のデジモンたちの世話をしていた。恐らくペタルドラモンが転生した個体であると思われる。
本作品では敵として描かれた『フロンティア』の個体とは違い、善良なデジモンとして描かれた。
ジャリモン、ホップモン、ムンモン、ポヨモン、プットモン、キーモン、リーフモン、バブモン、レレモン、ピピモン、ツブモン、プルルモン、ウパモン
第67話（最終話）に登場
全て幼年期I。
そのうちのジャリモン、ホップモン、ムンモン、ポヨモンはニョキモン、とりからボールモンを含めアルボルモンの上に乗り、プットモン、キーモン、リーフモン、バブモン、レレモン、ピピモン、ツブモン、プルルモン、ウパモンは彼に抱えられていた。
そのうちのムンモンはゲーム『デジモンストーリー ムーンライト』で初登場し、進化後のルナモンに続きアニメでの登場を果たした。
グロットモン
第67話（最終話）に登場
ハイブリッド体（成熟期相当）・鬼人型デジモン・ヴァリアブル種。
ネーモンたちやジャンクモンが開拓した村で畑を耕していた（姿は非常に見えにくい）。
本作品では敵として描かれた『フロンティア』の個体とは違い、善良なデジモンとして描かれた。
ライラモン
第67話（最終話）に登場
完全体・妖精型デジモン・データ種。
バンチョーマメモンの卒業式に参加した。
ラーナモン
第67話（最終話）に登場
ハイブリッド体（成熟期相当）・妖精型デジモン・ヴァリアブル種。
ホエーモンやマリンエンジェモンが住む海底都市のデジモンたちと一緒に泳いでいた。恐らくカルマーラモンが転生した個体であると思われる。
本作品では敵として描かれた『フロンティア』の個体とは違い、善良なデジモンとして描かれた。

## その他
ナレーター
声 - 平田広明 / 野沢雅子
第1話 - 第54話に登場
物語を語る謎の人物。デジモンの解説を担当し、常に冷静な口調で喋るが、妙なところで力が入り、続編『デジモンアドベンチャー02』の終盤で一人称が「僕」に変わる。その正体は『02』最終話で一児の父親となったタケルであり、音声入力で小説を執筆中だったことが判明する。
『:』では声優が平田から野沢に変更された。『アドベンチャー』とは違い、デジモンの名前が表記されていた（開始当初（第1話から第3話）はデジモンの名前の表記は無かったが、第1話から第3話が再放送した以降はデジモンの名前が表記されるようになった）のみで、デジモンの解説はしない。第9話から第17話までの冒頭と第18話以降の次回予告の前に光子郎がデジモンを紹介する。
昔の選ばれし子供たち
第53話に登場
1995年から1999年の間にデジタルワールドに呼び寄せられた、太一たち以外の「選ばれし子供」のこと。第53話と小説版でその存在が明らかとなる。続編『デジモンアドベンチャー02』も含めて、昔のアポカリモンと戦った子供とそのパートナーデジモンがシルエットで登場するのみに限られていた。しかし『デジモンアドベンチャー tri.』において、かつて選ばれし子供たちであった西島大吾と姫川マキが登場する。
デジタルワールドに発生した危機の一つである昔のアポカリモンと戦った子供はシルエットによると5人であるが、1995年から1999年の間にどのくらいの危機がデジタルワールドに発生し、どのくらいの人数の選ばれし子供がデジタルワールドに招かれたかは不明となっている。小説版では彼らのパートナーデジモンが四聖獣に進化したと説明されている。
藤山先生
声 - 櫻井孝宏
第29話に登場
地岡
声 - 菊池正美
第35話に登場
櫻田
声 - 風間勇刀
第35話に登場
ユキ
第35話に登場
ニュースキャスター
声 - 生田竜聖（フジテレビアナウンサー）、田中沙耶、田邊幸輔、田中章貴
『:』に登場。現実世界での様々なクライシスに関するニュースを伝える。
所長
声 - ボルケーノ太田
『:』第1話に登場
所員
声 - 寺崎千波也
『:』第1話に登場
駅員
声 - 片貝直生
『:』第1話に登場
艦長
声 - ボルケーノ太田
『:』第2話に登場
クルー
声 - 田中章貴
『:』第2話に登場
オペレーター
声 - 寺崎千波也、佐藤悠雅
『:』第2、26話に登場
駅員
声 - 中村光樹
『:』第16話に登場
船長
声 - 松山鷹志、今川柊稀
『:』第21、23、26話に登場
操蛇手
声 - 浅野良介
『:』第21、23話に登場
運転手
声 - 中村光樹
『:』第22話に登場
通信音声
声 - 今川柊稀
『:』第25話に登場
管制官
声 - 佐藤悠雅、浅野良介、權内隆介、尾高慶安
『:』第30、35、36話に登場
フライトディレクター
声 - 上杉華子
『:』第35話に登場
モスクワFD
声 - 片貝直生
『:』第36話に登場
ヒューストンFD
声 - 寺崎千波也
『:』第36話に登場
つくばFD
声 - 上杉華子
『:』第36話に登場